# 宮崎駿
- 宮﨑駿

宮崎 駿（宮﨑 駿、みやざき はやお、1941年1月5日 - ）は、日本のアニメ監督、アニメーター。株式会社スタジオジブリ取締役名誉会長、公益財団法人徳間記念アニメーション文化財団理事長、三鷹市立アニメーション美術館（三鷹の森ジブリ美術館）名誉館主（初代館主）。名誉三鷹市民。
1963年に東映動画に入社。アニメーターとして、日本のテレビアニメ及びアニメーション映画に草創期から携わった。1978年、NHKで最初の全編オリジナル国産アニメ『未来少年コナン』で演出家デビュー。1979年、映画『ルパン三世 カリオストロの城』で初の監督を務めた。
『風の谷のナウシカ』の成功を受けて、1984年に個人事務所の二馬力を設立し、翌年に高畑勲らとアニメーション制作会社スタジオジブリを設立（2023年に取締役名誉会長に就任）。以後『天空の城ラピュタ』『となりのトトロ』『魔女の宅急便』などの数々の劇場用アニメーションを監督し、芸術的にも興行的にも高く評価され、日本アニメーション界の第一人者として世界的に知られることとなった。
1997年公開の『もののけ姫』は、興行収入193億円、観客動員数1420万人を記録し、日本の歴代興行収入記録を塗り替えた。2001年公開の『千と千尋の神隠し』は、興行収入308億円、観客動員数2380万人を記録し、ベルリン国際映画祭金熊賞とアカデミー長編アニメ映画賞を受賞、世界三大映画祭では史上初のアニメーション映画の最高賞受賞となった。『君たちはどう生きるか』でアカデミー長編アニメ映画賞と英国アカデミー賞 アニメ映画賞を受賞した。また、『ハウルの動く城』でヴェネツィア国際映画祭金オゼッラ賞を受賞している。
2005年、ヴェネツィア国際映画祭栄誉金獅子賞を日本人としては黒澤明以来史上2人目に受賞。2014年には、アカデミー名誉賞を日本人としては黒澤明以来史上2人目に受賞した。2024年のカンヌ国際映画祭では、名誉パルム・ドール賞がスタジオジブリに授与され、受賞理由として宮﨑駿、高畑勲両名の名前が挙げられた。2012年文化功労者。
3度のアカデミー賞受賞は、黒澤明と並ぶ、日本人最多受賞記録である。

## 来歴

### 生い立ち
数千人の従業員を擁した一族が経営する宮崎航空興学の役員を務める一家の4人兄弟の二男として、1941年1月5日に東京市文京区で生まれた。父は東洋ラジエーター（現：ティラド）元常務取締役の宮崎勝次。親族を含めて軍需産業に携わっていたこともあり、太平洋戦争前から裕福な暮らしをしていたという。
太平洋戦争が始まり、宮崎航空機製作所が宇都宮に移転したこともあり、幼児期に家族で宇都宮に疎開し、小学校3年生まで暮らしていた。会社が中島飛行機の下請けとして軍用機の部品を生産しており、軍事用兵器に対する憧れと嫌悪という相矛盾する感情を生むことになった。
1945年、宇都宮が空襲を受け、親類の運転するトラックで4歳の駿を含む宮崎一家が避難した際、子供を抱えた近所の女性が「助けてください」と駆け寄ってきた。しかし、トラックは既に宮崎の家族で一杯で、車はそのまま走り出した。その時に「乗せてあげて」と叫べなかったことが重い負い目となって、後々の人生や作品に大きく影響を与えたと語っている。
1947年、母親が結核を発症し、以後9年間にわたり寝たきりの状態となり、感染を防ぐため母と触れ合うことができなくなる。幼少期の宮崎は身体が弱く、医者からは20歳まで生きられないと言われており、これは後の創作に影響を与えたという。

### 小 - 中学時代
1947年、栃木県宇都宮市の小学校に入学、3年まで在学。1950年、小学校4年の進級時に東京都杉並区永福町に転居。少年時代は、親戚が営む老舗旅館である元湯・陣屋の庭を遊び場にしていた。
運動は苦手で丸眼鏡だったため、学校では冷やかされることが多かったが、絵はずば抜けて上手かった。熱心な読書家であり、手塚治虫や杉浦茂の漫画、特に福島鉄次の絵物語『沙漠の魔王』のファンという“漫画少年”でもあった。
1953年、東京都杉並区立大宮中学校に入学。
中学生の時に江戸川乱歩の長編小説『幽霊塔』を読み、主人公たちの織りなすロマンスや、時計塔の歯車やその機構に憧れ、深く記憶に刻まれたという。のちに劇場長編作品として初監督した映画『カリオストロの城』において、時計塔やロマンスを盛り込んで作品を作った。

### 高校時代
1956年、東京都立豊多摩高等学校に進学。3年間の停滞したモラトリアム期間と述懐した時代で、剣道部に入部するが「向いていない」と1ヶ月で退部し、その後は部活動に加入せず帰宅部だった。当時は友達はおらず、今も交流は無いという。
当時から「漫画家になろう」と思っていたが、どんな作品を描くかは決めておらず、それは後で考えようと思っていた。この頃描いていた漫画は、自分自身の不満や悩みを投影した暗い内容であったという。高校時代には絵の勉強もしておらず、どっちに向かって進むか決まらず学校が辛い場所であったという。
高校2年生の頃、『世界の艦船』という月刊誌に宮崎は感想を送っており、「魚雷艇」に関する知識を披露するなど、当時から軍事関連についてかなりの知識や興味があったことが伺える。
高校3年生の春に観た東映動画製作『白蛇伝』に感動し、「ああ、これが作りたかったんだ。オレは純粋にオモシロイものを作りたいんだ。」と思い、アニメーションにも関心を持つようになる。

### 大学時代
芸大進学を希望していたが、「絵では飯は食えない」という父親の反対もあり、兄と同じ学習院大学に進学。専攻ゼミは「日本産業論」。ようやく自由な時間が増えて、デッサンなどの絵の勉強を始める。中学の恩師・佐藤文雄のアトリエに通いデッサンを独学で学び、ポール・セザンヌのような印象派に影響されている。
大学には漫画サークルがなかったため、児童文学サークル（児童文化研究会）に所属して、幾つかの人形劇を企画した。当時のアイデアは、のちに『未来少年コナン』で使われた。
漫画家を志していたが、原稿を持ち込みした貸本屋の雰囲気が好きになれず、「自分の求めている世界はここにはない」と分かり、アニメーションの世界へ進むことを決断する。1963年（昭和38年）学習院大学政経学部卒。

### 東映動画時代
アニメーターとして入社
1963年、東映動画にアニメーターとして入社する。当初は東映動画で制作されていた作品に魅力を感じることができず、漫画家への未練を断ち切れずにいた。
入社から1年後、ソ連製作長編アニメーション映画『雪の女王』を見て強いショックを受け、特に主人公ゲルダの少女像や演出には大きな感銘を受け、アニメーションを一生の仕事にしようと決意した。「これほどの事がアニメーションで出来るなら、いつか自分もやってみたい。アニメーターになっていて良かった、と思って、はっきりと腰が座った」という。
そして、入社間もない宮崎は『ガリバーの宇宙旅行』のラストシーンを変更し、原画も担当するなど、早くから才能を現した。大塚康生は「あ、これはぼくより沢山絵を描いている」と感じたという。また、大先輩にあたる森康二は「諸君、脱帽したまえ」と宮崎のアニメーターとしての才能を称えたという。
労働組合の書記長に
1964年、結成間も無い東映動画の「労働組合」の書記長に就任した宮崎は、副委員長の高畑勲とは組合活動を通じて親交を深めながら、アニメーターの待遇の改善に尽力する。当時は「女性アニメーター差別」があった時代であり、「女性には原画は無理」「せいぜいセカンド止まり」「結婚したら退職する旨の宣誓書を書かされる」など、昇格と引き替えに生涯独身を迫られた人もいたという。
そうした中で、結婚して子供が出来ても働き続けることを選択した奥山玲子は、夫の小田部羊一と共に東映動画から問題視された。子供の保育園への送迎に免許取得が必要だったため、小田部が仕事を抜けて教習所に通ったことを問題にされて、小田部は解雇されてしまう。宮崎らは労働組合として会社と戦い、本社の組合員や弁護士が間に入ったこともあり、小田部の解雇は撤回されて「降格と減給」で決着がついた。
こうした労働問題に、宮崎・高畑らは労働組合として真剣に取り組んだ。後述する宮崎の結婚後も、妻の朱美が結婚・出産後もアニメーターを続けることができたのは、こうした前例があったからだった。
太陽の王子 ホルスの大冒険
1965年に制作が開始した『太陽の王子 ホルスの大冒険』に参加する。この作品は、労働組合の主導による実験的な作品であった。「きちんとした作品を作りたい」という組合の意志の下に、賛同する人が集まって製作が行われた。
それまでの演出は「アニメーターに任せる作画主導型」だったが、本作は「演出主導の中央集権型」になった。思いつきのアイデアを連ねるのではなく、作品本意でアイデアを演出が取捨選択して、キャラクターは公募したものを大塚康生の個性でまとめて形にした。
まだ、新人で原画に昇格したばかりの宮崎は高畑勲の脚本作りを手伝ったり、場面のイメージボードを提出したりして、作品の完成度に貢献した。そのため、入社5年目で「場面設計」というメインスタッフのクレジットを与えられた。また、宮崎は本作に原画としても貢献し、森康二・大塚康生・小田部羊一らと共に途中中断期間を挟んで、3年がかりで作画を完了し、なんとか公開させた。
本作は、高畑勲にとっては初めての監督作品であり、宮崎駿が本格的に制作に携わった初めてのアニメ作品でもあった。興行的な成功には結びつかなかったが、アニメ業界においても歴史に残る作品となった。
24歳で結婚
1965年秋には、東映動画の同僚で、3歳年上のアニメーターの大田朱美と、24歳で結婚する。1967年には宮崎吾朗、1970年には宮崎敬介の2人の男児をもうける。
1969年公開の『長靴をはいた猫』『空飛ぶゆうれい船』などで原画を描いた後、最後の長編である1971年公開の『どうぶつ宝島』にてアイデア構成と原画を担当する。しかし、『どうぶつ宝島』が興業的に失敗したことから、これまでのような長編は作れないという気分が宮崎たちの間に広がった。

### Aプロダクション時代
長くつ下のピッピ
1971年、30歳になった宮崎は、高畑勲、小田部羊一と共に東映動画を退社し、新企画『長くつ下のピッピ』を制作するためにAプロダクションに移籍する。原作者（アストリッド・リンドグレーン）との交渉に向かう藤岡豊（東京ムービー社長）に同行する形で宮崎はスウェーデンにロケハンに赴き、その経験を生かして大量のイメージボードを描いていたが、原作者の許諾を得られず企画は立ち消えになってしまう。
ルパン三世 (第1シーズン)
その後、視聴率が低迷するTVアニメ『ルパン三世』(第1シーズン)のテコ入れのため、宮崎と高畑は大塚康生に誘われ、初めて演出の仕事を引き受ける。いわゆる敗戦処理のような仕事であり、名義上はAプロダクション演出グループの名称を使い、高畑と共同で行った。
当初、大人向けに作られて視聴率が低調だったため、宮崎らが参加後は「低年齢層向け」に軌道修正がなされた。スケジュールが逼迫しており、演出の宮崎が原画も大量に描かなければならなかった。最終的に全26話だったところが3話減らされ全23話となり、半年間で放送は終了した。
パンダコパンダ
その後宮崎は、当時大ブームだったパンダを主人公にした作品が求められたことから、1972年に『パンダコパンダ』、翌1973年に『パンダコパンダ 雨ふりサーカスの巻』に参加して、原案・脚本・美術設定・画面構成、原画を担当した。『となりのトトロ』の造形に似たキャラクターデザインであり、トトロの原型とも言える作品であった。
宮崎は本作を、自分の幼い子供たちのために作り、子供たちには喜んでもらえたと発言している。本作では、『長くつ下のピッピ』でやろうとしていたアイデアを活用している。この頃、宮崎が急激に多忙になったこともあり、育児のため宮崎に頼まれて妻の朱美がアニメーターを辞めることになった。

### 日本アニメーション時代
アルプスの少女ハイジ
『パンダコパンダ』制作後の1973年、32歳の宮崎は、高畑＆小田部とともにズイヨー映像（のちの日本アニメーション）に移籍し、『アルプスの少女ハイジ』の準備に入った。当時、派手なSFアクション物しか受けない時代であったが、高畑・宮崎らはテレビアニメ史上初の海外ロケを敢行した。
宮崎は全話数、全カットの場面設定・画面構成を担当した。この作品は最高視聴率が26.9%となるなど大ヒットとなり、世界名作劇場シリーズの基礎を作るなど、宮崎としても初の大きな成功であった。
母をたずねて三千里
その後も『ハイジ』の1年後、1976年に『母をたずねて三千里』でも、宮崎は全話数、全カットの場面設定・レイアウトを担当し、さらに2話の原画も担当している。この宮崎による『ハイジ』『三千里』における前代未聞の仕事量は、現在でも伝説的に語り継がれている。
未来少年コナン
1978年、37歳の宮崎は、『三千里』終了後に当時シンエイ動画にいた大塚康生を作画監督に誘い、TVアニメ『未来少年コナン』（NHK）で初めての演出（監督）を務める。名義上は演出であり監督ではないが、他に監督はおらず、実質的には監督として現場を仕切っていた。
毎週放送という厳しいスケジュールの中で、演出を行いながら、オリジナルスケッチ（ストーリーボード）・設定・キャラクターデザイン・メカデザインを全話担当し、大半の絵コンテ、レイアウトを描いた上、スタッフの作った脚本・絵コンテ・レイアウト・原画を、高畑勲応援分を除き全て1人でチェックするという、前代未聞の超人的な作業量をこなした。
赤毛のアン
高畑の『赤毛のアン』の場面設定・画面構成を担当していた宮崎は、リニューアルされ人気を博していた『ルパン三世』の映画を大塚に持ちかけられ、宮崎は演出を引き受け、『赤毛のアン』を15話で降板し、テレコム・アニメーションフィルム（東京ムービー新社内）に移籍した。

### テレコム・アニメーションフィルム時代
カリオストロの城
38歳の宮崎は、映画『ルパン三世 カリオストロの城』（1979年）で映画作品の監督デビューをした。宮崎は「カリオストロではじめて体力の限界を知った」というほど、監督として映画製作に尽力し、絵コンテの3/4を描いたタイミングから、わずか4ヵ月半という短い期間で制作された。
宮崎本人は「ルパンや東映時代にやったことの大たなざらえ」と位置づけており、自らが手がけた『ルパン三世』1stシリーズのいくつかのエピソードも元ネタにしている。しかし、当時の『2ndルパン』のイメージと違う作風や、SFアニメ全盛の時代ということもあって不発におわり、興行的には前作に及ばず、興行的不振のためにしばらくの間、映画に携われない不遇の時を過ごすことになった。
だが、ロリコンブームを追い風に「ヒロインのクラリス」が美少女アニメファンからカルト的支持を受けて注目されることになり、後に再放送されては高視聴率をあげるなど、「宮崎アニメ映画の最初の傑作」「アニメーションの金字塔的作品」「アニメーション映画の最高傑作の一つ」として高い評価を受けている。
ルパン三世 PART2
この直後には、『ルパン三世 PART2』で第145話と最終回の制作に脚本、絵コンテ、演出として携わっている。後の『天空の城ラピュタ』に登場するロボット兵や飛行船など、この頃から構想があったとみられる。『カリオストロの城』制作時に、当時『アニメージュ』副編集長で取材に訪れた鈴木敏夫と出会っている。
1984年の『ルパン三世 PartIII』放送にあわせ、劇場版第3作の製作が決定した際は、監督としてまず前作の監督であった宮崎駿に再度依頼がなされたが、宮崎は参加を拒否。宮崎の推薦により、当時宮崎の事務所にいた押井守が監督を務めることになったが頓挫した（詳細は「押井版ルパン三世」参照）。
名探偵ホームズ
テレコム・アニメーションフィルムによる日米合作映画『リトル・ニモ』の準備に大塚康生や高畑勲らと共に携わり、アメリカとの間を行き来したが、企画への疑問から降板。1981年4月に公開された『じゃりン子チエ』を監督予定だったが原作をそのまま使わない意向を示して高畑勲が監督することになった。
テレビシリーズについては1981年4月から製作開始した『名探偵ホームズ』の監督に就任していたが、合作相手のイタリア側の事情で4話分が完成した段階で制作が中断した。同時期には『花王名人劇場』の枠で1981年8月に放送されたテレコム制作の『東海道四谷怪談』も最初は宮崎が監督をすることになっていたが、宮崎が推薦した大塚康生に変更になった。

### トップクラフト時代
風の谷のナウシカ
この時期、『風の谷のナウシカ』『天空の城ラピュタ』『となりのトトロ』『もののけ姫』などの原型となるオリジナル企画を構想しているが実現には至らなかった。
宮崎の才能に惚れ込んだ鈴木敏夫は、『風の谷のナウシカ』の映画化を目論み、徳間書店の企画会議に持ち込んだ。しかし、「原作のない作品をアニメ化してもヒットするわけがない」という理由で却下された。『コナン』の時より宮崎に注目していた徳間書店の『アニメージュ』誌編集長・尾形英夫は、オリジナル企画実現のため「原作付き」のハクをつけることを考案、『アニメージュ』1982年2月号より『風の谷のナウシカ』の連載が始まり、やがて多くの読者の支持を集めるようになる。
さらに、自社イベントのための特別短編アニメーション企画を彼に持ち掛ける。企画は短編の筈だったが次第に拡大、尾形の尽力により、当時映画事業に意欲的だった徳間書店の徳間康快社長（当時）が劇場アニメーション化を決断し、宮崎の弟が勤務する博報堂がこれに乗る形でプロジェクトが結成され、1984年にアニメーション映画として製作・公開された。
映画『風の谷のナウシカ』は、『ルパン三世 カリオストロの城』がテレビ放映され、その面白さが広く社会に認知されたことや、エコロジー・ブームの中にあったことと相俟ってヒット作となり、作家としての宮崎駿が広く認知されることとなった。また、アニメーターや漫画家に限らず国内外のクリエイターに大きな影響を与えることとなった。
柳川堀割物語
『風の谷のナウシカ』の成功により、宮崎は6000万円もの収入があった。当時はアニメ映画の監督に著作権収入はなかったが、製作委員会に加わっていた鈴木敏夫が、宮崎に著作権収入が発生するように契約を結んでいたことが理由だった。
宮崎は見栄と意地を張って、その大きな利益を有意義に使いたいと考え、高畑の作品を製作しようと提案した。水の都福岡県柳川市の風情をとらえた実写映画『柳川堀割物語』を、高畑が脚本・監督を務め、宮崎の個人事務所「二馬力」が製作を担当することになった。
だが、当初は1年間での制作予定が3年間に延び、映画が半分もできていない段階で製作費を使い切り、高畑があまりにも巨額な製作費を費やしたことから、宮崎の自宅を抵当に入れて借金せざるを得ない事態となった。本作は大衆受けする作品でもなく、つぎ込んだ製作費を回収できる見通しもなかった。
徳間書店の鈴木敏夫に相談した宮崎は、この製作費を回収するには、新作アニメ映画を製作してその収入で賄うしかないとの結論に至る。このとき宮崎は、小学生のころから温めていたという『少年パズー飛行石の謎』というアニメ企画の原型を、5分ほどかけて鈴木に話したという。

### スタジオジブリ設立
天空の城ラピュタ
1985年、44歳になった宮崎は、東映アニメーション出身の原徹が設立した「トップクラフト」を前身に、徳間書店の出資を得て「スタジオジブリ」を設立し、以後の制作の基盤とした。当時の徳間書店社長である徳間康快が、初代代表取締役社長に就任した。ただし、実質的な経営財務責任者はトップクラフトに引き続き、原徹のままであった。
設立当初からしばらくの間は、映画の興行収入が水物であることを鑑みて、いつでも終わりにできるよう社員の雇用はせず、作品ごとに70人ほどのスタッフを集めて完成すると解散する方式を取っていた。アニメーターは他社同様に「業務委託契約による歩合制」で、場所も吉祥寺の貸しビルのワンフロアーであった。
1986年には、『天空の城ラピュタ』を公開。本作はナウシカとは異なる「純粋な漫画映画」であり、未来少年コナンの路線を踏襲するものとなった。
となりのトトロ
1988年には、『となりのトトロ』を公開。当初、徳間書店へ企画書を提出したものの、「昭和中期の田舎の話などヒットしない」と一蹴されていた。そこで鈴木は、高畑の「火垂るの墓」と同時公開することを提案し、新潮社との共同出資とすることでようやく許可を得られた。
しかし当初は、2作品とも60分前後の中編作品の予定が、高畑が長編へと変更したことに対抗して、宮崎も大幅にストーリーを膨らませ主人公が姉妹2人の長編作品となり、近藤喜文などの有能なスタッフの取り合いとなった。近藤喜文の争奪戦については、鈴木敏夫が間に入って、宮崎駿は自分で絵が描けるため、絵の描けない高畑勲の作品に近藤喜文が回されれることになった。
この頃、ラピュタ、トトロは高い評価を受ける一方で、ナウシカ以降興行収入は下がる一方であり、スタジオ存続が危ぶまれる状況だった。しかしその後、後述する『魔女の宅急便』の成功に伴い、ジブリ作品が認知されて人気は著しく高まり、1990年頃にぬいぐるみメーカーからの要望で「トトロのぬいぐるみ」が発売され、その他のグッズの販売やビデオ販売の収入により、苦しいジブリの経営状態を支えた。
後に、英誌『Time Out』が選出した「アニメ長編映画オールタイムトップ50」で第1位に輝くなど、「アニメーション史に残る名作」として国際的に高い評価を得ている。

### 日本での大ヒット連発
魔女の宅急便
1989年公開の『魔女の宅急便』は、企画開始当初は宮崎・高畑らが『となりのトトロ』『火垂るの墓』の制作を開始したばかりであったため、監督には有望な若手を起用して宮崎はプロデューサーに回る予定であった。しかし、監督に指名されていた佐藤順一、次に指名された片渕須直が降板して、スポンサーの意向により宮崎が監督をすることになった。
プロデューサーの鈴木は、『風の谷のナウシカ』の放映権を購入した日本テレビに交渉を行い、同社からの出資を取り付けた後、日本テレビの番組内で作品宣伝をしてもらったことで、本作は興行収入43億円を記録する大ヒット作となり、それまで1978年公開の劇場版『宇宙戦艦ヤマト』が保持していたアニメーション映画の歴代興行収入記録を更新した。また、その年の邦画興行収入第1位となった。以降、ジブリは広告宣伝に注力するようになる。
この商業的成功を受けて、宮崎と高畑らは社員の労働環境を整えようとして、ジブリはそれまで作品ごとに70名前後の製作スタッフを召集・解散をしていた体制から、スタジオジブリの社員化を決定した。
紅の豚
1992年公開の『紅の豚』は、興行的な成功というプレッシャーがのしかかるようになった宮崎が、次の大作への息抜きになるような短編を検討していた。宮崎の作品には膨大な予算が必要になることから、日本航空と提携して出資を得て、飛行機内で上映される30分程度の短編作品として企画された。しかし、その後しだいに構想が膨らみ、93分の長編作品として公開されることになった。
本作も、興行収入54億円を記録する大ヒット作となり、前作の『魔女の宅急便』に続いてアニメーション映画の歴代興行収入記録を更新した。また、その年の映画興行収入第1位となった。

本作は、宮崎が『疲れて脳細胞が豆腐になった中年男のためのマンガ映画』と定義され、宮崎にとって強い思い入れのある作品である一方、これまで一貫して「アニメを子供たちのために作る」ことを自らに課してきた宮崎にとっては、製作後も是非を悩み続ける作品となった。
本作の主要スタッフには女性が多く採用されており、作中に出てくる飛空艇工房のピッコロ社で女性ばかりが働いているのは、当時のスタジオジブリを描いたものである。
耳をすませば
1995年公開の『耳をすませば』において宮崎は、脚本、絵コンテ、製作プロデューサーを担当した。宮崎が初夏に休暇で訪れた山小屋に、姪たちが残した漫画雑誌「りぼん」が残されていて、その中に柊あおいの『耳をすませば』が掲載されていたことが、制作のキッカケとなった。
本作において、限定的に「デジタル技術」の使用が試みられ、宮崎は最初はこれに反対だったが、鈴木が彼にパソコンへの興味を待たせて使用を決定させた。1つめは色指定をコンピューターで行ったこと、2つめはデジタル合成、3つめはドルビーデジタルの使用である。
本作では、宮崎・高畑の後継者候補として将来を期待されていた近藤喜文が監督を行ったが、公開から2年後に近藤は亡くなっている。
もののけ姫
1997年公開の『もののけ姫』は、ジブリ史上最大の製作費がかけられ、宮崎の監督引退説などが話題になったこともあり、観客動員数1420万人、興行収入193億円を記録し、『E.T.』(1982年)が保持していた日本の歴代興行収入記録を15年ぶりに塗り替える大ヒット作となった。20世紀の日本映画(邦画)興行収入第1位。
当初、宮崎がやりたがっていた『毛虫のボロ』『東京汚穢合戦』などの制作が検討されていたが、鈴木敏夫の「宮崎駿が年齢的・体力的に、全身全霊で監督できるのは今しかないだろう」という判断から、アクション大作である『もののけ姫』を制作することになった。
当時、パソコンで2D・3DCGが個人でも作れるようになり、フルデジタル制作はアニメ界において導入検討されている時代であり、デジタル彩色が色彩設計の保田道世の鶴の一声によって導入決定した。また、ヤックルで移動するシーンを3D的に見せたり、タタリ神の触手や、デイダラボッチのパーティクル効果、ラストの再生する大自然などにおける3DCGの導入など、ジブリのデジタル制作環境が一気に進んだ。ただし、まだフルデジタル制作にはなっておらず、本作はセル制作であり、基本的な撮影はこれまで通りの手法で行われ、一部のシーンのみCG部で行われている。
宮崎駿は完成後の打ち上げの際、これが最後の作品となると発言し大きく報道されたが、翌年に引退宣言は撤回した。

### 世界的な巨匠として評価
千と千尋の神隠し
2001年に発表した『千と千尋の神隠し』は興行記録をさらに塗り替え、観客動員数2,380万人、興行収入308億円 と、映画史上第1位の新記録を作った。日本国外からの評価も非常に高く、翌年のベルリン国際映画祭では日本としては39年ぶり、アニメーションとしては史上初の金熊賞を受賞し、2003年には第75回アカデミー賞において、アカデミー長編アニメ映画賞を受賞した。また、日本テレビ系列「金曜ロードショー」でテレビ初放送を迎えた際、視聴率46.9％という驚異的な数字を記録し、これは、日本で放送された映画番組全体で見ても歴代1位の記録である。
制作のきっかけは、宮崎駿の個人的な友人である「10歳の少女を喜ばせたい」というものだった。どこにでもいるような10歳の少女を主人公に据え、少女が世間の荒波に揉まれたときに、もともと隠し持っていた能力が溢れ出てくるというような、そんな安易な成長物語に流れないような物語が作れるのではないかと考えた。
企画検討された柏葉幸子の『霧のむこうのふしぎな町』が初期イメージとなり、舞台イメージに「江戸東京たてもの園」を宮崎は提案した。当初はモブであった『カオナシ』がメインキャラクターに採用され、ストーリーは大幅に修正された。本作は宮崎駿監督作品としては初めて、仕上・撮影の工程がフルデジタル化され、扱える色の量が飛躍的に増加した。
『千と千尋の神隠し』の完成記者会見でも、「もう長編アニメ映画は無理ですね」と引退を宣言している。
ハウルの動く城
2004年公開の『ハウルの動く城』は、公開後2日間で観客動員数110万人、興行収入14億8,000万円と日本映画歴代最高のオープニングを飾った。最終的には、興行収入196億円、観客動員数1500万人に到達し、当時の日本映画歴代興行収入ランキングでは『千と千尋の神隠し』に次ぐ第2位となった。また、日本歴代興行収入ランキングでは『千と千尋の神隠し』『タイタニック』『ハリー・ポッターと賢者の石』に次ぐ第4位となった。さらにヴェネツィア国際映画祭の金オゼッラ賞、ニューヨーク映画批評家協会最優秀アニメーション賞を受賞し、その年のアカデミー賞の長編アニメ部門に再びノミネートされるなど前作同様、日本国外においても高く評価された。
本作は当初、2000年頃から細田守監督作品として進められていたが諸事情により降板し、2002年10月から宮崎が後を継いだ。本作は中盤までは原作の内容に準拠しているが、それ以降は宮崎の演出によって原作にはなかった「戦争シーン」を大幅に取り入れている。
2005年には、ヴェネツィア国際映画祭において優れた世界的映画人に贈られる栄誉金獅子賞を受賞。日本人としては黒澤明以来史上2人目の快挙となった。2006年には、アカデミー賞の選考委員に選ばれ、招待状が送付された。宮崎はこれ以前に2度選ばれているが、創作活動に専念したいなどの理由から就任を辞退した。

### 息子・吾朗の監督就任
ゲド戦記
2006年公開の『ゲド戦記』にあたっては、宮崎は20年来『ゲド戦記』の映画化を希望していたが叶わず、原作者のル＝グウィンから逆に依頼が舞い込んだ際には『ハウルの動く城』の制作中であったため、鈴木敏夫プロデューサーが提案した息子の宮崎吾朗に監督を任せることになった。
宮崎はこの承諾を得るためル＝グウィンに会見したが、映画ライターの金澤誠いわくファン、作家、父親としての姿勢がないまぜの交渉となった。この場では宮崎は自分がいかに原作を理解しており『風の谷のナウシカ』以降の全作品が影響を受けており、一番の適任であるかを熱弁した上で、歳をとったため吾朗が作ると説得したという。また吾朗が書く脚本に自分が責任を持ち、駄目ならやめさせると述べたことがル＝グウィンの疑問を呼び、プロデューサーをやるのかとの提案には「親子でクレジットされるなんてみっともない」と拒否したり、合間には吾朗が描いたイメージボードを批判したりと、脱線した展開もあり交渉は難航したが、ル＝グウィンの息子の取りなしもあり、最終的には吾朗に一任するとの承諾を得た。これに宮崎は涙して応えたが、この顛末について鈴木は「彼は激情家ですから」と述べている。
吾朗が悩みながら制作する中で、宮崎の「シュナの旅をやればいい」との発言から、吾朗は『シュナの旅』の設定を大胆に取り入れることになった。また、宮崎は吾朗に直接アドバイスをしないようにしていたが、隠れて『ゲド戦記』のイメージボードやアイデアスケッチなどを書いており、それを見せられた吾朗はそこから作品イメージを取り入れている。
崖の上のポニョ
2008年7月19日に、新作『崖の上のポニョ』を公開。公開後1か月で興行収入100億円を突破する興行成績を挙げた。
最終的には、興行収入155億円、観客動員数1280万人に到達し、当時の日本映画歴代興行収入ランキングでは『千と千尋の神隠し』『ハウルの動く城』『もののけ姫』『踊る大捜査線 THE MOVIE 2 レインボーブリッジを封鎖せよ!』に次ぐ第5位となった。また、日本歴代興行収入ランキングでは『ハリー・ポッターと秘密の部屋』に次ぐ第8位となった。これにより、日本映画（邦画）の歴代興行収入上位5作品のうち4作品が宮崎駿監督作品という、まさにその人気と影響力を顕示する驚異的な記録となった。
本作は、当初は今まで通りの制作方法を取る予定であったが、「オフィーリア」の絵画に感銘を受け、彩色・撮影を除いてデジタル制作をせず、手描きによって作画されることになった。本作では「波の表現」に力が入れられ、波を手描きで描いたために背景スタッフは暇になったという。
製作中、体力的にも本作が最後の長編になるだろうと述べていた。しかし、映画公開後に『崖の上のポニョ』の観客動員数より、『ハウルの動く城』の観客動員数の方が多かった事実を知って宮崎はショックを受け、「もう一本作る」とやる気を出し始めたという。今後の作画に関しては『崖の上のポニョ』のように手描きでいくとの意向であるが、以前のような作画に戻る可能性もあると示唆した。
マスコミの前に出ることを嫌う時期もあったが、『崖の上のポニョ』の製作時にNHKによって2度、「プロフェッショナル 仕事の流儀」にて密着ドキュメントが作られた。アニメ作りに苦悩奮闘する素の宮崎駿の姿が放送され、大きな反響を呼んだ。また、2008年11月20日の日本外国特派員協会に招かれ、アニメ界の危惧も含め、熱く論弁した。2012年には、文化功労者に選ばれた。
風立ちぬ
2013年に、自身の漫画作品、『風立ちぬ』を原作とした、アニメーション映画『風立ちぬ』を公開。同年9月1日、宮崎が長編映画の製作から引退することをスタジオジブリ社長星野康二が発表。
航空技術者・堀越二郎の半生と、作家・堀辰雄の小説の内容をもとにして、オリジナルの展開が描かれた。宮崎が実在の人物を題材にして主人公を作った初めての作品であり、また主人公のモチーフには、宮崎の父・勝次の人生や宮崎駿監督自身の姿も投影されている。
当初、『モデルグラフィックス』誌上において、宮崎の同名の漫画が2009年4月号から2010年1月号まで連載されており、鈴木敏夫が映画化を提案したが当初宮崎は反対していた。その後宮崎は、子供の頃に見た映画で「生きることの辛さが描かれている暗い映画をなぜ見るのかと思っていたが、こうした作品が今も強く自分の中に残っている。子供の時に、分かりにくいものに接する体験には意味があると思い直した」という。
その年のアカデミー賞の長編アニメ部門にノミネートされ、自身3度目の本選ノミネートとなった。

### 長編監督引退後
2013年、戦国時代を舞台にした漫画を執筆中であると『月刊モデルグラフィックス』2014年1月号で発表された。しかし時代考証を重ねるうちに手が止まってしまったことを理由に同誌2015年6月号ならびに『アーマーモデリング』2015年5月号で中止または無期限延期が発表された。予定されていた作品の題名は『鉄砲侍』であった。
三鷹の森ジブリ美術館の企画展示「クルミわり人形とネズミの王さま展」の企画・制作・監修を手がけた。同年11月、アカデミー名誉賞を受賞。日本人としては黒澤明以来史上2人目の快挙となる。同時受賞となった女優のモーリン・オハラは長年の憧れで、会えたことに感動したという。同年11月、一人芝居「うつ神楽」を考案。京都府八幡市の石清水八幡宮の本殿で奉納された。
2014年にはスタジオジブリは制作部門を解体して、アニメーション制作から撤退した。それ以降、会社は存続させていくものの、主な事業形態を三鷹の森ジブリ美術館の運営管理や作品関連グッズや版権の管理事業に移行し、新たにアニメ制作に動き出す際には再びスタッフを集めるという体制となる。
2015年5月8日、在日米軍再編における普天間飛行場の名護市辺野古移転計画に反対する辺野古基金の共同代表に就任した。同年7月13日、日本外国特派員協会の要請に応じて東京都小金井市にあるスタジオジブリで記者会見を開き、基地移転だけでなく沖縄県に負担が集中している状態そのものを批判し、かつて鳩山由紀夫内閣が提案した県外移設の実現を強く求めた。

### 引退撤回
毛虫のボロ
2018年に公開された『毛虫のボロ』は、ジブリ美術館用の短編アニメとして制作された。宮崎にとっては初の3DCGアニメーション作品となる。
制作部門が解体されたスタジオジブリに代わり、アニメーション制作はスティーブンスティーブンが担当している。
高畑勲の死
2018年4月5日、長年にわたって苦楽を共にしてきた高畑勲が亡くなる。宮崎は作品を作る上で、常に「高畑だったらどう思うか？」を意識してきたという。鈴木敏夫によると、宮崎が一番自分の作品を見せたい相手は高畑で、宮崎が見る夢には「いつも高畑しか出てこない」と話したという。
死去から1か月余りが過ぎた5月15日に、三鷹の森ジブリ美術館で「お別れの会」が営まれ、出席した宮崎は「開会の辞」を読み上げた。「初めて言葉を交わした日をよく覚えています。穏やかで賢そうな青年の顔を覚えています。あの時のパクさんの顔をありありと思い出せる」と振り返った。東映動画時代の思い出話しを事細やかに話し、「パクさんは仕事を成し遂げていた。僕はそれを支えたのだった」。何度も、何度も眼鏡をとって涙を拭い、「パクさん、俺らはあの時精いっぱい生きたんだ」と別れを惜しんだ。
君たちはどう生きるか
2023年7月14日、『君たちはどう生きるか』が公開。9月に行われた第48回トロント国際映画祭で日本映画史上初となるオープニング作品となり、観客賞の次点第2位となる。翌年にはゴールデングローブ賞と英国アカデミー賞で日本映画史上初となるアニメ映画賞を連続して受賞し、2024年3月11日に行われた第96回アカデミー賞では自身としては2度目となるアカデミー長編アニメ映画賞を受賞した。
同年に行われたカンヌ国際映画祭では、名誉パルム・ドール賞がスタジオジブリに授与され、受賞理由として宮﨑駿、高畑勲両名の名前が挙げられた。

## 略歴
- 1941年 - 1月5日、東京府東京市文京区に生まれる。同年生まれのアニメ監督に、りんたろう、芝山努、富野由悠季、鳥海永行がいる。
- 1945年 - 7月12日、宇都宮空襲に遭遇。
- 1950年 - 杉並区永福町に転居。杉並区立永福小学校、杉並区立大宮中学校、東京都立豊多摩高等学校卒。
- 1963年 - 学習院大学政経学部卒業。東映動画入社。
- 1964年 - 東映動画労働組合の第2代書記長に就任。なお、初代書記長は大塚康生。
- 1965年 - 同僚の大田朱美と結婚[注 11]。
- 1967年 - 長男（宮崎吾朗・（財）徳間記念アニメーション文化財団理事）誕生。
- 1970年 - 所沢市に自宅を移す。次男（宮崎敬介・木口木版画家）誕生。
- 1971年 - 高畑勲、小田部羊一と共にAプロダクション（現・シンエイ動画）に移籍。
- 1973年 - 高畑勲、小田部羊一と共にズイヨー映像（後に日本アニメーションに改組）に移籍。
- 1978年 - 『未来少年コナン』で演出家に転向。
- 1979年 - 東京ムービーの子会社テレコム・アニメーションフィルムに移籍。
- 1982年 - 1月より『アニメージュ』誌上で『風の谷のナウシカ』連載開始。日米合作劇場アニメーション映画『リトル・ニモ』の準備に携わったが企画への疑問から制作から降り、11月22日、テレコム・アニメーションフィルムを退社。
- 1984年 - 4月、個人事務所二馬力を設立。
- 1985年 - スタジオジブリを設立。
- 1988年 - 第12回山路ふみ子映画賞を受賞。
- 1990年 - 東京都民文化栄誉章を受章。
- 1996年 - 淵の森保全連絡協議会を結成し、会長に就任。
- 1998年 - スタジオジブリを退社し、「豚屋」を設立。第26回アニー賞・生涯功労賞、淀川長治賞を受賞。
- 1999年 - スタジオジブリに所長として復帰。
- 2000年 - 第3回司馬遼太郎賞を受賞。
- 2001年 - 三鷹の森ジブリ美術館を創立し、初代館主に就任。第49回菊池寛賞、第25回山路ふみ子映画賞を受賞。
- 2002年 - 朝日賞[95]、フランス国家功労勲章、パリ市勲章を受章。『Business Week』誌のStar of Asia・イノベーター部門に選出。
- 2003年 - 埼玉県民栄誉賞を受賞。『TIME』誌アジア電子版の「アジアの英雄20人」に選出。
- 2004年 - 12月、パリ造幣局美術館にて、初の個展となる「MIYAZAKI-MOEBIUS」展を開催。
- 2005年 - 徳間書店より独立した、株式会社スタジオジブリの取締役に就任。第62回ヴェネツィア国際映画祭・栄誉金獅子賞を受賞。国際交流基金賞を受賞。『TIME』誌の「世界で最も影響力のある100人」に選出。
- 2006年 - 日本テレビ2階・マイスタ外壁に設置される巨大時計のデザインを手掛ける。『TIME』誌アジア版の「60年間のアジアの英雄」に選出。
- 2008年 - スタジオジブリ社内保育園『3匹の熊の家』を竣工し、初代園長に就任。東京都小金井市名誉市民に選出[96]。長男に息子が生まれ、初孫を授かる。
- 2009年 - 第2回バークレー日本賞を受賞。『Fast Company Magazine』の「ビジネスシーンで最もクリエイティブな世界の100人」の31位に選出。
- 2010年 - 東京都三鷹市の名誉市民に選出。
- 2012年 - 文化功労者。
- 2013年 - 9月、長編映画制作から引退すると発表[71]。
- 2014年 - 第87回アカデミー名誉賞を受賞(日本人としては黒澤明以来史上2人目)。
- 2015年 - 辺野古基金共同代表就任。
- 2017年 - 2月、長編映画制作に復帰すると発表。
- 2019年 - 世界幻想文学大賞生涯功労賞を受賞。
- 2021年 - 2月、新型コロナウイルス禍に対応するため、三鷹の森ジブリ美術館の館主に前館長の中島清文が就任[5]。宮崎は名誉館主となった。
- 2021年 - 9月、アカデミー賞を主催するアメリカの映画芸術科学アカデミーが建設した、米国最大規模の博物館「アカデミー映画博物館」のオープニング記念として「宮崎駿展」が開催[97][98]。
- 株式会社スタジオジブリの取締役名誉会長に就任。
- 2024年 - 『TIME』誌の「世界で最も影響力のある100人」に選出（2005年に続き2度目）[99]。マグサイサイ賞報道・文学・創造的情報伝達部門を受賞[3][100]。

## 人物

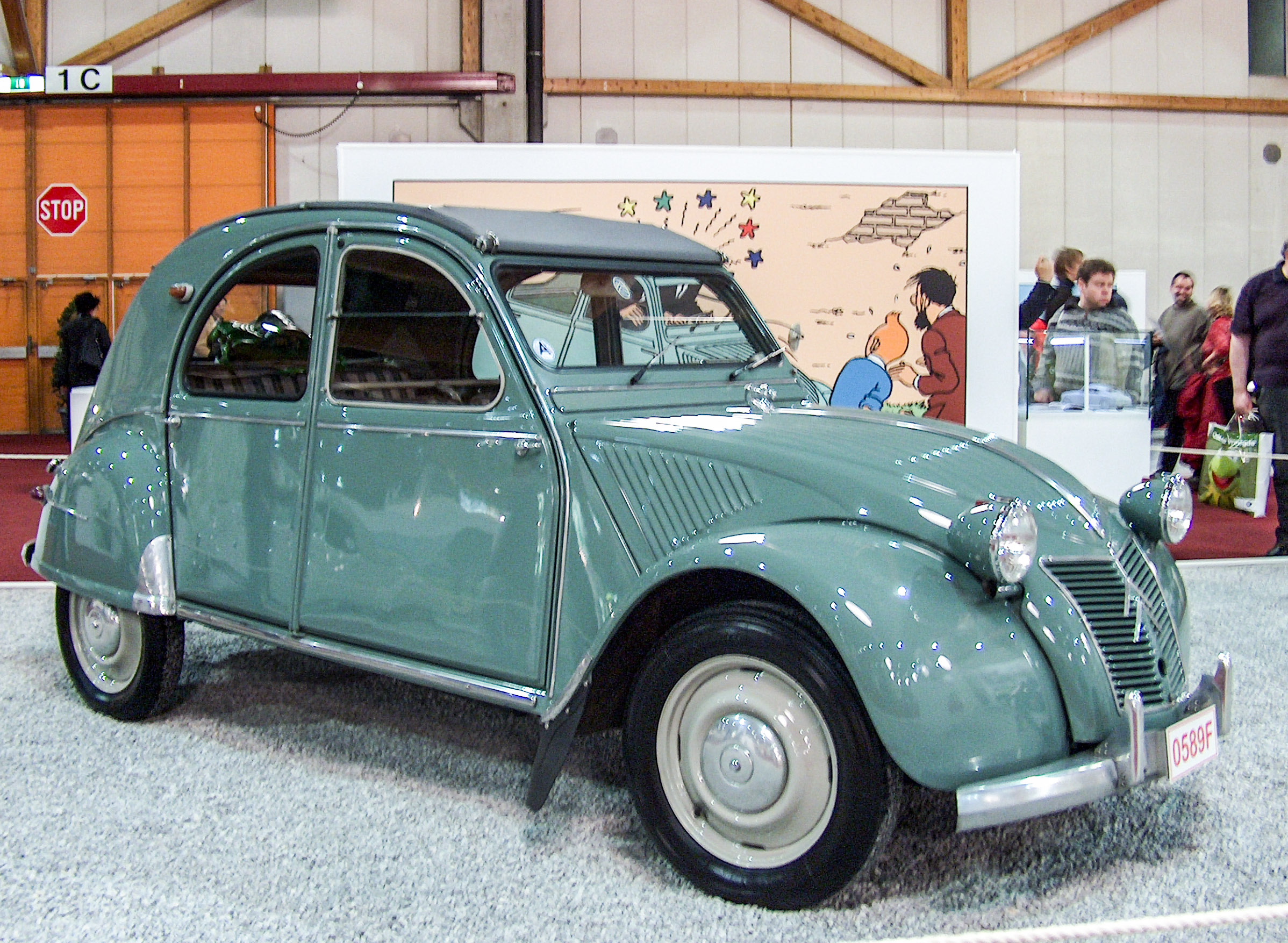
宮崎駿の愛車、シトロエン・2CVの一例。

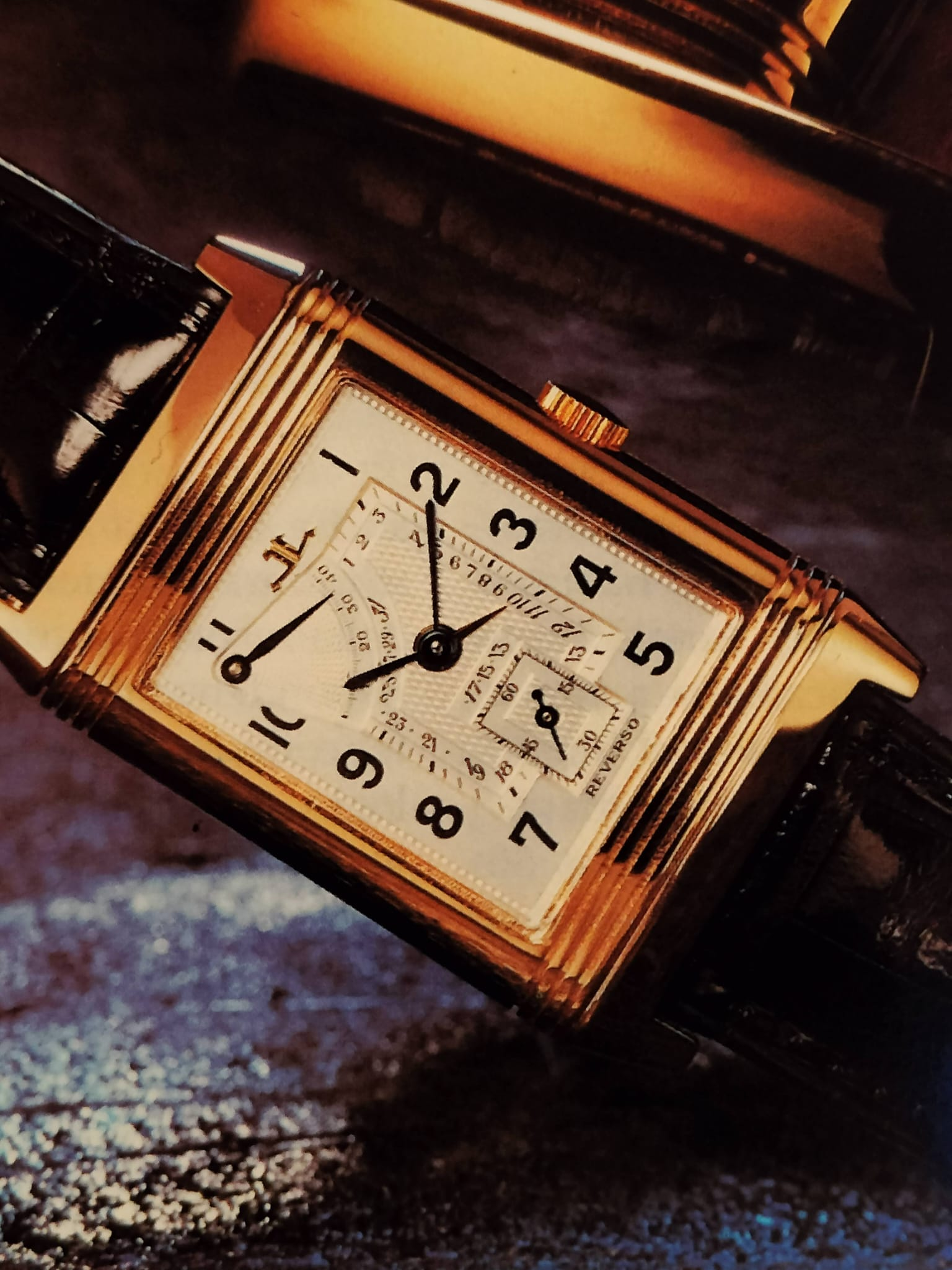
宮崎駿の愛用時計、ジャガー・ルクルト レベルソの一例。

埼玉県所沢市在住。愛煙家。髭をたくわえている姿が長らく宮崎のトレードマークであったが、2024年3月にアップされたアカデミー賞公式Youtubeチャンネルの映像に髭を全て剃った姿で現れ、反響を呼んだ。映画プロデューサーの鈴木敏夫曰く、「ヒゲがあると立派そうに見えるから、それを取っ払うところからスタートする」という意味を込めて、「気分転換に剃ったらどう？」と宮崎に勧め、宮崎本人は嫌がりながらも鈴木が押さえつけて剃ったという。NHKプロフェッショナル宮崎駿と青サギと…『君たちはどう生きるか』への道の開始から1時間52分48秒あたりで鈴木敏夫から『一つ案ですけど、ヒゲそっちゃうといい、ヒゲそっちゃえば変わると思うんすよ」との発言があり、宮崎は「風呂いって剃っちゃう？やっちゃおう」と述べている。その後のシーンで、浴室内において自身で髭を剃っている。2025年3月に映画監督の庵野秀明が宮崎の近影をXにアップした際も髭を剃った姿で写真に映っており、庵野は「手入れが面倒になったから全部剃った、と話してました」とコメントしている。
愛車はシトロエン・2CV。ルイ・マル監督のフランス映画『恋人たち』に登場しているのを見て興味を持ったことがきっかけで、簡素で合理的な設計の2CVに「このクルマそのものが文明批判だ！」と感銘を受け、1967年に初めて購入。以後少なくとも5台以上2CVを乗り継いでいる。なお宮崎は、2CVについて戦前のフランス航空機との設計思想の類似性を指摘している。2CVは「2馬力」の愛称で知られ、宮崎が1984年に設立した個人事務所「二馬力」の名称の由来にもなった。その他の愛車として、モーガンの3輪スポーツカー、スリーホイーラー・トライキングも所有している。制作風景を紹介したドキュメンタリーDVD『「もののけ姫」はこうして生まれた』内において、この車で通っている所が撮影されており、その真っ赤な愛車は『紅の豚』にそっくりだと解説されている。なお、宮崎はすでに運転免許を返納してしまったという。
愛用時計は、ジャガー・ルクルトのレベルソ。2005年の第62回ヴェネツィア国際映画祭で「栄誉金獅子賞」を受賞した際に贈呈されたもので、ケースバックに映画祭のシンボルが刻印されている。

## 作風
子供の視点
一貫して子供に向けて作品を作り続けている。これについて「厳しい現実世界からの、子供の一時の逃げ場が必要だ」という趣旨の発言をしている。児童文学を愛読している。
宮崎は、自分の息子が子供だった頃には、その年代に合わせて、成長するにつれて対象年齢を上げて作品を作り、息子が成長しきると今度は友人などの子供を対象にしており、『千と千尋の神隠し』の公開時には、ガールフレンドである友人の娘のために作った作品だと説明している。スタジオジブリについても、子供向けのいい映画を作るスタジオにしたいと語っていた。
主人公の性別
『風の谷のナウシカ』『となりのトトロ』『魔女の宅急便』『千と千尋の神隠し』『ハウルの動く城』などに見られるように、主人公が少女であることがやや多い傾向にあるが、この理由は同性であると対象化しきれず、元気な女の子の方がやる気が出るからとのこと。同性だと自身と重ね合わせすぎて、悲観的な物語にしかならないとも語っている。
しかし、『未来少年コナン』『カリオストロの城』『天空の城ラピュタ』『紅の豚』『もののけ姫』などのように、男性が主人公の作品も少なくなく、主人公の性別にこだわっている訳ではない。
脚本なしでの制作
制作の準備段階でイメージボードを大量に描いて作品の構想を練り、脚本なしで絵コンテと同時進行で作品を制作していくという手法で知られる。これは、周囲から「日本アニメーション界のウォルト・ディズニー」「制作要らずの宮さん」と呼ばれるほどの超人的な制作管理能力と、クオリティとスピードを両立した作画能力を持つ宮崎にして初めて可能な手法である。
また、漫画作品においても、一コマ単位で下書き・ペン入れ・仕上げを行うという独特のスタイルで執筆されている。ただし、まったくの白紙の状態から絵コンテを描くわけではなく、ノートにストーリーの構成やアイディアを書いている。本人によれば、「一日中文字を書いていることもある」という。
キャラクターデザイン
まず宮崎によるキャラクターのオリジナルデザインの原案イラストが描かれ、それを作画監督がトレースする形で設定表を作っていく。設定表が作られた後も物語の展開によって、キャラクターデザインそのものが変わる場合もある。井上俊之曰く「90%は宮崎さんのもの」とのこと。
作画作業
他のアニメーターによる原画が上がった段階で、宮崎が簡単に修正した後、作画監督がクリンナップしていく。
軍事マニア
戦史・兵器マニアとして知られ、第二次世界大戦から前の甲冑・鎧兜や兵器（装甲戦闘車両、軍用機など）に造詣が深い。作中で登場する武器や乗り物にはその知識が十全に活かされている。この方面の趣味が発揮されている作品としてはアートボックス社『月刊モデルグラフィックス』誌の『宮崎駿の雑想ノート』という虚実織り交ぜた架空戦記物の超不定期連載漫画がある。連載初期は珍兵器を描いた数ページの絵物語だったが、次第にコマが割られてストーリー漫画に変貌していった。漫画の形態に変わった後の特徴として、作中に登場する女性は普通の人間だが、男性は欧米を舞台とした作品の場合は擬人化された動物になっている。
2009年から2010年にかけて『モデルグラフィックス』誌に零式艦上戦闘機の開発者である堀越二郎の若き日をフィクションも入れて描く『風立ちぬ』を連載し、前記の通りこれをベースとしてアニメ映画が制作された（2015年に単行本化）。また、一式戦闘機「隼」の活躍と陸軍エース・パイロットの戦果を記録した、戦史家梅本弘（市村弘）の著作『第二次大戦の隼のエース』の刊行に際して、アートボックス編集部に対し本書を読んだうえで賞賛・激励の文書を送っている。
ジブリ内の会議中でも、暇さえあれば今でも戦車の落書きを描いているという。また『天空の城ラピュタ』や『崖の上のポニョ』の劇中、モールス符号での通信シーンが登場するが、あの符号は全て実在し、言葉としてきちんと成り立っている。最も本人の趣味が反映された『紅の豚』に関しては製作後も「道楽でくだらない物を作ってしまった」と罪悪感に囚われ続け、次回作が完成して漸く「呪い」から解放されたと述べている。
声優の起用方針
イギリスの新聞『ガーディアン』でのインタビューの中で「日本の女性声優は、男性を惹きつけるコケティッシュな声を持っているが、それは私達の望むものではない」と述べている。もののけ姫では島本須美に20回以上リテイク出して、「職業上（声優）の仮面がある」と語った。
作品名の共通点
監督を担当した長編アニメーション映画のほとんどの作品名に、千と千尋の神隠し、崖の上のポニョなど、平仮名の「の」が含まれている。
ただし、必ずしも本人の意図ではなく、『もののけ姫』では『アシタカ𦻙記』を題名にしたかったという宮崎の意に反して鈴木敏夫により『もののけ姫』で既成事実化されたといい、宮崎本人は必ずしも拘ってはいない。
作風の変化
『崖の上のポニョ』制作の過程を追った『ポニョはこうして生まれた』で「僕は、もう既成の起承転結のよくできたストーリーの映画なんか作りたくない」「自分の作品の大衆性が低くなっている」と発言している。

## 高畑勲との関係
アニメーション作家・映画監督の高畑勲は東映動画（現・東映アニメーション）時代の先輩であり、宮崎に多大な影響を与えた。東映動画の労働組合に書記長として従事した際、高畑は副委員長として宮崎を支え交流を深めていった。
高畑の初監督作品・映画『太陽の王子 ホルスの大冒険』（1968年）の制作がスタート、当時新人だった宮崎だったが、次々とイメージボードを描きアニメーター（兼 場面設定）として大抜擢された。人間の深層心理を描いた初のアニメーション映画でありアニメ作品としての構成、作画クオリティは当時として最高峰であり、児童向けアニメながら、高畑が注入した職人ギルド・コミューンの形成と善悪の彼岸を描いた思想背景、労働者コミュニティの連帯感、ベトナム戦争が影を落とした社会情勢も加味して作品作りに反映させ、強烈な“作家性”に宮崎が傾倒。含蓄ある知識と主義思想を物語に落とし込み、大胆なレイアウトで魅せる高畑の演出も宮崎にとっては憧れの的だった。
ルパン三世第一シリーズ（共同演出）、パンダコパンダ（高畑が監督、宮崎が脚本、画面設計）、アルプスの少女ハイジ、母をたずねて三千里（高畑が監督、宮崎が画面設定）などを共に手掛け、高畑の演出テクニックを吸収した。宮崎の監督作『風の谷のナウシカ』、『天空の城ラピュタ』では高畑がプロデューサーを務めている。
ハイジや三千里で共に仕事をした富野由悠季（絵コンテ担当）は「世情的には、『ラピュタ』以後の二人が袂を分かったという声も聞きますが、全くそんなことはありません。高畑さんの訃報の後、改めてお二人の関係性を考えて結論が出ました。高畑さんがいなければ、宮崎駿という“映画監督”は生まれませんでした！」「宮崎さんも、高畑さんについて『僕が読めない本を読んでる』と言っていました。そういう部分を容認するのか、乗り越えるのか、どうやったら高畑さんを黙らせられるのか、それを絶えず考えていた結果が、宮崎アニメだと思っています」「世間は宮崎さんがアカデミー賞を取ったこと（2002年、『千と千尋の神隠し』がアカデミー賞長編アニメ賞を受賞）から、高畑より宮崎の方が上、なんて気分があるのかもしれません。でも、高畑さんがいなければ、宮崎さんはアカデミー賞を取れなかったと断言できます」。
その後、ファンタジーやリアリティの考えの違いから2人は別個に創作するようになるが常に2人は相手のことを気にかけていた。互いに強烈な負けず嫌いという共通点もあるが、高畑に対する宮崎の畏敬の念は特別だった。『千と千尋の神隠し』の制作の際、宮崎は視点がずっと千尋を追うことに対し「パクさん（高畑）に怒られるな」とぼやいていた。これは演出に際し、そういうことだけは絶対にやるなと高畑に教わったためである。
ふたりの巨匠を支えてきた鈴木敏夫プロデューサーは「宮さん（宮崎駿）はじつはただひとりの観客を意識して、映画を作っている。宮崎駿がいちばん作品を見せたいのは高畑勲」と語っている。
宮崎監督自身もインタビューで「宮崎さんは夢を見るんですか？」という問いに、「見ますよ。でもぼくの夢はひとつしかない、いつも登場人物は高畑さんです」と答えたことがある。

## アニメ界への意見
日本のアニメ界への危機感
以前から、短時間・低予算で量産される日本のアニメーションに対して危機感を抱き続けており、1985年2月号のアニメ雑誌『アニメージュ』の押井守、河森正治との対談や、1986年『天空の城ラピュタ』製作中に行ったアニメーション雑誌記者との会見にて「セーラー服が機関銃撃って走り回っているアニメーションを作っていちゃダメなんです」「女の子がバズーカ振り回すような作品は、いいかげんやめてほしい」と発言していた。
2002年、ドイツのベルリン国際映画祭最高賞の金熊賞受賞の際、記者会見で「今の日本のアニメーションはどん詰まり」などと語り、イギリスのBBCなど、日本国内外の様々なメディアで伝えられ、日本国内のみならず、世界のアニメーションファンを含めて、様々な反響があった。
手塚治虫の評価
1989年、手塚治虫が亡くなった際に、漫画史における手塚の功績に敬意を表した上で、手塚のアニメーション作品は、店子を集めて無理やり義太夫を聴かせる落語（『寝床』）の長屋の大家と同じ旦那芸であると痛烈に批判し、手塚がリミテッド・アニメーションとフルアニメーションの違いもろくに理解せず喧伝していたことなどに触れ、「アニメーションに関しては（中略）これまで手塚さんが喋ってきたこととか主張したことというのは、みんな間違いです」と述べた。また、手塚作品の悲劇性についても否定的な見解を示しており、その文脈から「ある街角の物語」「しずく」などの手塚が自主制作していたアニメ作品に対しても否定的評価を下し、「趣味としてみればわかるんです。お金持ちが趣味でやったんだと思えば」と総括している。
宮崎の監督作、『ルパン三世 カリオストロの城』について手塚が意見を述べたことがあり、作画を担当したテレコム・アニメーションフィルムのアニメーターたちに対し、カリオストロは3コマ作画だそうだが、手塚が総監督した『火の鳥2772 愛のコスモゾーン』は2コマのフルアニメーションであると語ったという。しかし、宮崎の盟友であり、『カリオストロ』で作画監督を務めた大塚康生によると、『火の鳥』には、2コマ特有の描き方や工夫が全く入っていなかったという。大塚は「手塚先生は理念としてのフルアニメーションに憧れていらっしゃるが、技術的な使い方はご存じない、もしくは関心はお持ちでないのだとわかりました」と指摘している。
一方で、手塚がテレビアニメ『鉄腕アトム』を安価な予算で作って以来、日本におけるアニメの製作費が低くなる前例となってしまった件に関して、宮崎は、日本が経済成長を遂げていく過程では必然のことであり、「引き金を引いたのが、たまたま手塚さんだっただけ」とする立場を取っている。その上で、あのタイミングで手塚さんが始めなければ自分達はあと2、3年は（当時の東映動画で）腰を据えて長編アニメーションを作れたかもしれないが、それも今となってはどうでもいいことだと述べている。
それ以降、宮崎が手塚について語ることはほとんど無かったが、2009年に行われたインタビューにおいて、7歳の時に手塚の「新宝島」を読み「言い難いほどの衝撃」を受けたことや、初期のSF三部作の虜になっていたことを明かし、「モダニズムとは、繁栄や大量消費と同時に、破壊の発明でもある。そのことに、ひとりアジアの片隅で行き着いたのが手塚さんだった」と評している。だがアニメ作品に対しての評価は変わらず、「しかし、僕は手塚さんがひどいアニメーションを作ったことに、ホッとしたのかもしれません。これで太刀打ちできると」と述べた。
宮崎は1963年に東映動画で手塚治虫原案の『わんわん忠臣蔵』にアニメーターの一人として参加し、1977年には手塚治虫原案の『草原の子テングリ』でレイアウトを務めた。また1981年には手塚と宮崎との合作アニメ映画『ロルフ』も企画されていた。この合作は実現しなかったがロルフの企画は名前を変え『風の谷のナウシカ』の原案になった。
ディズニーの評価
前述の手塚治虫に対する批判の1年ほど前に、ディズニーに対しても批判をおこなっている。「ぼくはディズニーの作品がキライだ。入口と出口が同じ低さと広さで並んでいる。ぼくには観客蔑視としか思えないのである」。

## 政治的・思想的スタンス

### 戦争観
著名なミリタリーマニアである一方、現実の戦争行為には断固として反対している。大学時代には「戦争がいかに経済的に不合理であるか」という経済学の講義に感銘を受け、収集していた軍事関係の書籍を全て捨てた経験もある。作品中では『未来少年コナン』『風の谷のナウシカ』『もののけ姫』などに見られるように、侵略者や圧制に対する武力抵抗を肯定するような描写もあり、そのスタンスは単純な非暴力・反戦というわけでもない。しかし一貫して戦争の悲惨さや愚かさを描き、兵器や戦争が登場する作品でそれらを安易に美化することはない。『風の谷のナウシカ』など複数の作品に登場する戦火にのまれる街の描写などは堀田善衛「方丈記私記」をイメージしたものだという。湾岸戦争に対しては米国政府の方針に反対の立場を表明して、小田実を中心とする市民グループ「市民の意見30の会」による、「ニューヨーク・タイムズに湾岸戦争を批判した意見広告を掲載しよう」という呼びかけに応じている他、同時期に製作した『紅の豚』も湾岸戦争に対する反感が作風に反映されているという。
第二次世界大戦
宮崎は、イギリスの児童文学作家ロバート・ウェストールの『ブラッカムの爆撃機』に併収された2006年の漫画「ウェストール幻想 タインマスへの旅」でのウェストールとの架空対話において、神風特別攻撃隊について志願しただろうと語っている。
『風立ちぬ』製作時には作品テーマもあって、第二次世界大戦における日本の戦争責任について積極的に発言している。「自分は若い頃は戦争責任があるかないかと言う見方をしていた。しかし後の世から断罪するのは簡単。一方で、零戦を作った優秀な技師として二郎を祭り上げる動きもあります。いずれも、あの時代の空気を肌で感じようとしていない」「一つの時代を遠くから見て、灰色だとか決め付けることは間違っている」 としつつも、堀越二郎を祭り上げる動きに関しては「零戦、零戦と騒ぐマニアの大半は、コンプレックスで凝り固まり、何かに誇りを持たないとやっていけない人間です。思考力や技術力を超えた堀越二郎の天才的なひらめきの成果を、愛国心やコンプレックスのはけ口にして欲しくはない。僕は今度の映画で、そういう人々から堀越二郎を取り戻したつもりです」「二郎や自分の父親が無罪だなんて思っていません」 と述べている。
同時期にスタジオジブリ出版の小冊子『熱風』の寄稿文で、日本が第二次世界大戦に参加したことについては子どもの頃に「本当に愚かな戦争をした」「実際情けない戦争だったんだ」と感じたと述べている。この他にも「日本だけが悪人ということではないと思いますけど、そうかといって『最後に入っただけなのに、俺はなぜ捕まるんだ？』と言うのもおかしい」「非武装中立ということは現実にはあり得ないです。だからリアリズムで考えても、一定の武装はしなきゃいけない。ただ、それ以上は『ちょっと待て』っていうのがやっぱり正しいと思うんです」「慰安婦の問題も、それぞれの民族の誇りの問題だから、きちんと謝罪してちゃんと賠償すべきです」とも述べている。
こうした姿勢は当事者国の一つである東アジア諸国で広い賞賛を受けており、中国の「人民日報」は微博（国営SNS）を通じて「記憶にとどめておくべき良識ある日本人」として宮崎の名を挙げている。韓国でも『風立ちぬ』公開時に意図を説明するための記者会見を行うなどの姿勢もあり、「日本の生ける良心」と賞賛されている。
憲法改正
2013年に憲法改正論議が過熱した際、スタジオジブリ出版の小冊子『熱風』2013年7月号での特集「憲法改正」で現状での改正には反対声明を行った。宮崎は「憲法を変えるなどもってのほか」を寄稿、日本国憲法の改憲に反対の立場であることを闡明にした。寄稿文の中で、日本国憲法を議論する環境として「得票率も投票率も低い、そういう政府がどさくさに紛れて、思いつきのような方法で憲法を変えようなんて、もってのほか」であるとしている。特に憲法9条と自衛隊については「憲法9条と照らし合わせると、自衛隊はいかにもおかしい。おかしいけれど、そのほうがいい。国防軍にしないほうがいい。」と述べ、自衛隊は専守防衛に徹するべきであり、「そうしないと、本当にこの国の人たちは国際政治に慣れてないから、すぐ手玉に取られてしまいます。もし戦争になるとしても、そのほうがまだましだと考えます」としている。同寄稿文では、現行憲法下での自衛隊についても好意的に評価している。災害時の活動について「やっぱりこれはいいものだと思います。隊員たちはよくやっていて、礼儀正しい。」とし、イラク戦争で行われた海外派遣については「イラクに行かざるを得なくなっても一発も撃たず、ひとりも殺しもせず帰って来ました」「僕は立派だったと思います」と評価している。
また憲法96条を先に改正する案についても「条項を変えて、その後にどうこうするというのでも成り立つ」が、それは「詐欺」で「やってはいけないこと」であるから、国の将来を決定するには「できるだけ多数の人間たちの意見を反映」させ「変えるためには、ちゃんとした論議をしなければいけない」と述べている。
集団的自衛権
憲法改正論議が沈静化した後、海外活動を円滑化するために憲法解釈を用いた集団的自衛権の整備が第2次安倍内閣で推進されると、日本外国特派員協会での記者会見で、内閣総理大臣安倍晋三を「偉大な男として歴史に残りたいと思っているんだと思います」「でも残らないでしょう」と厳しく批判した。現行憲法は15年間にわたる戦争とその戦禍を生き延びた人々にとって「光が差し込むような体験」であったと高く評価している。いわゆる「押し付け憲法論」であるという批判に対しても、1928年の不戦条約（戦争抛棄ニ関スル条約）の精神を引き継いだものであり、特異な内容でもなければ、決して『押し付け』でもないと述べている。

### 生命倫理・反差別
2016年1月28日に東京都港区で開かれた「ハンセン病の歴史を語る人類遺産世界会議」で宮崎は、「もののけ姫」の一場面でハンセン病患者を描いた経緯について、自宅から歩いて15分ほどにある全生園を訪問し、園内資料館で展示されていた脱走防止用の「園内通用券」などを見て衝撃を受け、「おろそかに生きてはいけない。作品を真正面からやらなければならない」と語った。

### 人工知能技術への批判
2016年11月、宮崎に密着したNHKのドキュメンタリー「NHKスペシャル 終わらない人 宮崎駿」が放映され、その中でドワンゴ創業者川上量生のチームが宮崎に対して行ったプレゼンの様子が物議を醸した。当時、CGを使用した短編アニメの制作に取り組んでいた宮崎に対し、川上は自ら開発を進めている人工知能を応用したCG技術を紹介した。このCGはゾンビのようなキャラクターが頭を足のように使い、体をくねらせ移動させる奇妙なものだった。これに宮崎は激怒した。

これを作る人たちは痛みとかそういうものについて何も考えないでやっているでしょう。極めて不愉快ですよね。〔…〕
そんなに気持ち悪いものをやりたいなら勝手にやってればいいだけで、僕はこれを自分たちの仕事とつなげたいとは全然思いません。極めて何か生命に対する侮辱を感じます。

このシーンは多大な反響を呼び、『ニューヨーク・タイムズ』紙などの海外メディアにも取り上げられた。
後に宮崎がこの発言の真意について問われると「要するに、人工知能というものを色々もてはやすと、やっぱり馬鹿げた事が起こるんだなって。その時に川上さんみたいにアナーキーな人が歯止めを持っていないなと思いましたね」と回答した。
2022年にMidjourneyやStable Diffusionなどの著作物を無断利用した生成AIがリリースされ、海外のアーティストによる批判が高まると、宮崎の「生命に対する侮辱」（英: an insult to life itself）という発言は、クリエイターによる人工知能に対する拒絶のメッセージとして、映画監督のギレルモ・デル・トロなどによって、2025年3月にもOpenAIがChatGPTにて画像をスタジオジブリ風に加工できる機能を発表した際に識者が同機能を批判する根拠として、それぞれ引用された。

### 左翼・社会主義
学習院大学時代に社会主義や共産主義などの左翼運動を知り、大学で過ごした4年間で少しずつ傾倒していったという。実際に高畑勲らと入社後に激しい組合活動を行っている。宮崎は理論や理屈で物事を語ることを嫌っており（本を読むことも本来は好きではないと語っている）、政治についても経済学部出身ながら資本論などの理論書は読んでいないと率直に述べている。宮崎は「社会主義っていうのは、そんなに難しい問題じゃないんじゃないかと思いましたからね。希望ということなんじゃないかって思いましたから」と述べている。ただし後年に「マルクス的な見方を完全にしなくなった訳ではない」とする趣旨の発言や、「今はプロレタリアートがいない代わりに、良い人と悪い人がいるって思ってるだけでね」と語るなど影響を受けていることは認めている。
冷戦終結後の1990年代、『もののけ姫』の公開後にかけて「社会主義への傾倒から照葉樹林文化論への転向」と分析する宮崎駿転向論もあったが、しかしこうした「左翼から転向した」という言説については宮崎自身が再三にわたって否定する発言をしている。宮崎はもともと統制的・強権的なソ連型社会主義には懐疑的で、ソ連や中国の「間違った社会主義」に対する批判は以前から行っており、「ソ連も嫌いな国ですが、中国も嫌いだし、アメリカも嫌いです。日本も嫌いだけどね」と発言している。ニューヨーク近代美術館での会見で中国の毛沢東の語録を引用して若手アニメ作家に向けて助言したこともあったが、後に「かつて毛沢東の写真を最初に見た時、なんて嫌な顔だろう、と思いました。周囲が『大きな温かい人だ』と言うから、たまたま写りが悪かったんだ、と思おうとしたけど、その勘を信じればよかった」と述べている。冷戦崩壊直前の1990年11月にはソ連と対峙するラトビアの独立運動で「人民戦線」という用語が使用されていることに触れながら、「社会主義が自由主義っていう形に、軍門に降ったなんて喜んでいる奴がいるけど。西ドイツの現状はどうなんですか？西ベルリンが健康的な街なんですか？違いますよね」と述べている。天安門事件で改革派の学生たちがアメリカのような国を目標にしていると語っていることについても「その理想の底の浅さに愕然としますよ」と厳しく批判した上で、こうした冷戦末期の情勢を「人間の解放っていう問題よりも、みんな同じように大量消費の生活をしたいんだっていうね」と述べている。『紅の豚』を制作した時には共産政権の解体後に起きたユーゴスラビア紛争に触れ、民主化による民族主義の台頭に絶望感を覚えたという。そのユーゴスラビア付近を舞台にした作品中で孤独に生きる主人公の姿と自分が重なり、「俺は最後の赤になるぞって感じで、一人だけで飛んでる豚になっちゃった」と発言している。
宮崎は「左翼思想の根源にあったものっていうのは、時代を超えてもね、違う形をとっても同じだと思っています」と述べている。
2008年の講演で、日本の子供がナショナリズムから解放されるべきことを提唱した。一方で、「世界の問題は多民族にある」とも述べている。

### 反原発
スタジオジブリの小冊子『熱風』2011年8号で、宮崎が「NO! 原発」と書いたプラカードをぶら下げて歩く写真が表紙を飾った。表紙の説明には「6月11日、宮崎駿監督は東小金井で小さなデモをした」と書かれてある。6月11日は同年3月に発生した東日本大震災の福島第一原子力発電所事故に関連して全国一斉にデモなどが呼びかけられた「6・11脱原発100万人アクション」の一環として新宿では約2万人が参加した大規模な反原発デモが行われた日であった。この号の特集「スタジオジブリは原発ぬきの電気で映画をつくりたい」には、宮崎駿、鈴木敏夫、河野太郎、大西健丞、川上量生による特別座談会が掲載され、宮崎は原発をなくすことに賛成と語っている。座談会では他に、1年前の2010年夏ごろ福島原発の施設内（福島県双葉郡富岡町の「エネルギー館」）に知らないうちにトトロなどのキャラクター商品を販売する店が置かれていたことが発覚し撤去させたことや、ジブリとしては原発に反対であることなども語られている。また、2011年6月16日からは、東京都小金井市のスタジオジブリの屋上に、宮崎の考案で「スタジオジブリは原発ぬきの電気で映画をつくりたい」と書かれた横断幕が掲げられている。

### 欧米世界への批判
J・R・R・トールキンの作品『指輪物語』がピーター・ジャクソン監督により映画化された際、悪の勢力に味方するために象をつれて登場した人々が“アジア的”に描かれていたため、宮崎はこれを「黄人差別映画」であると批判した。また原作についても同様の批判を展開し、西洋ファンタジーの古典にそうした側面があることを理解しない風潮を「馬鹿なんです」とも語った。また上述の流れからアメリカ映画（ハリウッド）全体に対しても「アメリカ人はダーッと撃ったらドイツが爆発したとか、相変わらずそんな映画ばかり作っている」「アフガニスタン戦争での誤爆と同じ理屈」など痛烈な批判を行い、（作り手の欧米人はともかく）日本人が一緒になって喜んでいることを「信じられないぐらい恥ずかしい事」と評した。
シャルリー・エブド襲撃事件をめぐる風刺画問題について、「まずもって自国の政治家にやるべきであって、他国の政治家にやるのはうさんくさくなるだけ」と指摘。その上で、他の文明が崇拝しているものを対象にすることは「やめた方がいい」と話した。

### 矛盾性
資本家なのに左翼、ミリオタで武器が好きなのに戦争反対、グローバル市場で成功しているのにグローバル化も市場も反対、環境保護派なのに懐かしがる日本の光景というのはテクノロジー的なものなど、矛盾した点が多いことが指摘される。文芸評論家の栗原裕一郎は「由緒正しき素朴な心情左翼」、映画評論家の柳下毅一郎は「変態」と表現している。

## 影響を受けた作家・作品
アーシュラ・K・ル＝グウィン
ファンタジーの要素が含まれた作品を作る上で『指輪物語』を厳しく批判する一方、アーシュラ・K・ル＝グウィンの『ゲド戦記』からの影響をしばしば公言し、「シュナの旅」などの作品に現れている。1976年に翻訳版が出た直後から読み始めて以降、片時も手放さず、いつでも読めるように寝るときも枕元に『ゲド戦記』を置いていたという。後年にル＝グウィンと面会した時には自分が今まで作ってきた作品には全て『ゲド戦記』から影響された部分があると語っている。
サン＝テグジュペリ
フランスの作家、アントワーヌ・ド・サン＝テグジュペリの愛読者であり、とくに『人間の土地』を何度も読んでいる。様々な著名人が思い入れのある土地を旅するNHKの番組『世界・わが心の旅』（1998年放送分）の企画で宮崎は、サン＝テグジュペリの時代の飛行機で航空郵便のパリからトゥールーズ、さらにスペイン経由でサン＝テグジュペリが所長を務めたカップ・ジュピー飛行場跡（モロッコ）まで訪れており、この中で「サン＝テグジュペリに一番影響を受けている」と発言している。サン＝テグジュペリが当時危険だった郵便機乗りとしての経験を通じ作品の中で「生命より尊いものがある」と断言したことなどに共感をしめしている。その時に描かれた絵がのちに新潮文庫の「夜間飛行」「人間の土地」の表紙に使用されているほか「人間の土地」の解説を書いている。
メビウス
中尾佐助
堀田善衛
網野善彦
『もののけ姫』には、従来の日本の中世史ではあまり語られてこなかった、たたら（鑪・鈩）製鉄技術者集団、馬子運送業者、ハンセン病患者が登場し、女性が産業を担い発言権を持っている描写や、「天朝さまとはなんぞや」と話す女性を登場させるなど、網野善彦の中世史観の影響が強く窺える。この作品については、網野自身も自著において「ずいぶん勉強した上でつくられている」と高く評価する。
レフ・アタマーノフ
宮崎はレフ・アタマーノフの『雪の女王 (1957年の映画)』を見た時に、「目の上のラインは実線で描くが下の所には色線を描くというのを見て、こういう眼差しが優しくなる描き方があるのかと驚嘆した。それまでは上下両方とも実線で繋げた切れ長の目を描いていたが、そこから抜け出すヒントが雪の女王の中にあった。外国人がなんで日本のアニメーションはみんな目の線が切れているんだと言うけれど、僕らは雪の女王から貰った。」と語っている。また、「本当に見事に一筋の想いを貫いてそれを力にしてカイを取り戻そうという、ゲルダのそういう想いを描こうとする時にアニメーションというのは表現方法として非常に可能性を持っているんだなと見た時に思った。アニメーションは貫く想いを描くのに向いていて、それこそが自分がやりたかったものなのではないかと思った。だから色々な映画を見たがアニメーターになっていて良かったと思ったのは雪の女王です。」と語っている。
映画化に関連する作家・作品
ある作品を原作として宮崎駿がその物語を脚色しアニメーション映画化された例もあり、角野栄子の『魔女の宅急便』、柊あおいの『耳をすませば』、堀辰雄の『風立ちぬ』、吉野源三郎の『君たちはどう生きるか』などがある。
上記以外の作品
20世紀のなかで最も影響を受けたものとして、ブルース・スプリングスティーン、映画『イージー・ライダー』、そしてジョン・フォードの監督作品、とりわけヘンリー・フォンダ主演『荒野の決闘』を挙げている。そのほかに、エーリッヒ・フロムの『自由からの逃走』、ノーマン・メイラーの『裸者と死者』、デヴィッド・リースマンの『孤独な群衆』、フリッツ・パペンハイムの『The Alienation of Modern Man』といった本からも影響を受けたと述べている。

## 自身の映画論

### 映像について
黒澤明
現代劇は時代劇と比べて色褪せやすく、その寿命は30年ほどであるとしているが、その年月を過ぎても見る価値のある名作の一本に黒澤明の生きるを挙げ、役所に勤める主人公の渡辺課長が大量の書類に囲まれて作業的にハンコを押す１カットを特に絶賛しており、「この1カットだけで、この男が何十年も生きながら生きていない、ただ言われるがままにハンコを押しているだけのお役所仕事をしている男ということがわかり、かつ、この作品が名作、それも一人の映画監督が何十年に一本しか取れない名画、たったこの1カットだけでその監督の品格までも分かる名カット」と評しており、名画は途中から見ても、1カット見ただけで分かると持論を展開し、ロシアのアンドレイ・タルコフスキーの『ストーカー』も同様の理由で絶賛した（「生きる」LDの宮崎解説より）。
ルイ・マル
ジャン＝リュック・ゴダールやフランソワ・トリュフォーらと同じくフランス映画のヌーヴェルヴァーグを代表するルイ・マル（『死刑台のエレベーター』や『鬼火』で知られる）を敬愛しており、『さよなら子供たち』公開時には劇場パンフレットに山田宏一や辻邦生、黒田邦雄、スタンリー・ホフマンらと共に、宮崎は同作の評やマル論などを書いており、この宮崎評なども高く評価されている。

### 他者などの指摘
鈴木敏夫
鈴木は宮崎に影響を与えた、日本映画の大きな流れとして、「黒澤明の強さ、木下恵介の弱さ」と、そして「内田吐夢作品の祝福されてこずに生まれた者の業」「抑えきれない怒りなどの衝動」を指摘し、内田作品の宮崎への影響として、「ナウシカ」で父を殺されたナウシカの怒りなどを挙げ、特に宮崎が好きな作品としてたそがれ酒場を挙げ、また宮崎が山中貞雄作品河内山宗俊（1936年）をテレビで見て衝撃＆感動を受けた様子などを著書「映画道楽」（ぴあ〈2005/4/1〉。ISBN 4835615409）に書き記した。また宮崎と鈴木はヘンリー・フォンダ主演のテキサスの五人の仲間が大好きである。1970年前半ころから映画やテレビを見る習慣を無くしており、宮崎いわく「映画を見てるよりも街を歩いている方が大切」といい、鈴木いわく「宮さんは未だに（2008年当時）ゴッドファーザー（フランシス・フォード・コッポラ監督）すら見てませんから」とのこと。「仁義の墓場」（1975年）を評した際に鈴木は、同作監督の深作欣二と宮崎の共通性を論じた。
押井守
前述のように手塚治虫は漫画家としては尊敬していても、アニメ制作者として批判し、リミテッドアニメや虫プロ関連は批判しており嫌いだが、例外が富野由悠季（代表作は『海のトリトン』や『機動戦士ガンダム』、『伝説巨神イデオン』）であり、押井いわく「宮さんと富野さんは仲良しでさ、たまに電話して話してるんだ」「宮さんは虫プロは大嫌いだけど、富野さんだけは例外で好きで、富野さんは苦労人だから、そこも気に入ってる」と評し、しかし富野だけが例外であり、手塚アニメや虫プロ関係者は嫌っており、特に出崎統は痛烈に批判している。またリミテッドアニメについて押井は「宮さんはリミテッドアニメ嫌いだけど、日本アニメはリミテッドアニメで進化した」と評している。
北爪宏幸
自身が関わることの多かった富野由悠季と比較して、作画視点でのアニメーションは素晴らしく完成度が高いが、登場人物の葛藤や確執と言った、映像面では描きにくい深層心理の描写は思いの外少なく、富野由悠季とは対極の位置にいる存在であると述べている。
吉川圭三
吉川圭三は鈴木との話の中でショーン・コネリー主演『007は二度死ぬ』（1967）の脚本（ロアルド・ダール）を評価していることと、宮崎が同作出演の丹波哲郎のファンであり、丹波出演の前述の内田監督のたそがれ酒場が大好きだということを聞いた。
好きな女優
芦川いづみのファンであり、自作やジブリ映画の多くのヒロインの原型で知られる。

### お気に入りの作品
- イギリスのウェブサイトが報じた宮崎のお気に入り映画10選

ジョーズ（1975年）
荒野の決闘（1946年）
ミツバチのささやき（1973年）
河内山宗俊（1936年）
雪の女王（1957年）
灰とダイヤモンド（1958年）
誓いの休暇（1959年）
七人の侍（1954年）
やぶにらみの暴君(王と鳥)（1952年）
血煙高田の馬場（1937年）
FAR OUTより

## 評価
日本のポップカルチャーの象徴的人物として、世界中のクリエイターに影響を与え、多くのアニメーション関係者及び批評家から史上最高のアニメーション作家の1人と評されている。

### 井上俊之
アニメーターの井上俊之は、アニメーターとしての宮崎駿について、「多くの方にとっては監督という認識だと思いますが、私たちの世代にとっては神アニメーターそのものです」と述べ、数多くの優れたアニメーターが存在する中でも、宮崎がアニメーション業界に与えた影響と成し遂げた功績の大きさは群を抜いており、「やはり宮崎さんこそが神」と語った。
その理由として、『アルプスの少女ハイジ』全52話および『母をたずねて三千里』全52話において、全話の全レイアウトを一人で描き上げた点を挙げた。また、1話あたりおよそ300カットという膨大な作業量を毎週すべて一人でこなしたこと、スイスやイタリア、アルゼンチンといった異国の風景を、現地の人々が見ても違和感のないほどの精緻な映像に仕上げたことは、「質的にも量的にも、今後世界中の誰にも超えることは不可能」と述べている。

### 幾原邦彦
アニメーション監督で音楽プロデューサーの幾原邦彦は、宮崎駿の人間性について、同年代の富野由悠季と類似した部分があると前置きした上で、若手に対する強迫観念があり、有能な若手アニメーターの手腕は評価するが、演出については酷評している点に注目して、監督として一番欲しいのは従順で腕のいいアニメーターであり、才能ある若手の演出力とその台頭を恐れていると指摘している。

### スティーブン・スピルバーグ
映画監督のスティーブン・スピルバーグは日本のクリエイターについて聞かれた際、「宮崎駿さんがつくる世界には敬服します」と名指しし、「特に、『千と千尋の神隠し』は史上最高のアニメーション映画であり、ディズニーのどの作品よりも素晴らしいと思っています」と評価した。

### ジェームズ・キャメロン
映画監督のジェームズ・キャメロンは、自身の映画『アバター』の世界観が宮崎作品を彷彿させるとの意見に対し「僕はもちろん宮崎アニメのファンだ」「だから、そう言っていただいてうれしいよ」と答え、映画の中には『もののけ姫』にオマージュを捧げたシーンがあることを明かした。
また、スタジオジブリ作品の「夢のような美しさを感じさせる、そのフィーリングの部分」からの影響を認めている。

### ギレルモ・デル・トロ
映画監督・プロデューサーのギレルモ・デル・トロは「アニメーション界で最も偉大な監督」であり「ゴッホやモーツァルト級の芸術的天才」と評価している。

### ポン・ジュノ
映画監督のポン・ジュノは、自身の映画『オクジャ/okja』の公式会見において、「宮崎監督にはわたしが小さい頃から深く感銘を受けています。実際、ティルダとはよくその話をしたんです。現代の監督として生命や自然について語ろうとするならば、この偉大な巨匠の影響を受けないなんてことは不可能だと思います」と尊敬の気持ちを隠さず語った。
『風の谷のナウシカ』や『となりのトトロ』などの作品が自身の映画のインスピレーションの源となっていると話している。

## 作品

### 長編映画
※監督作のみ太字
| 公開年 | 公開年   | 作品名                              | 制作（配給） | 役職                                                                                   |
| ------ | -------- | ----------------------------------- | --- | -------------------------------------------------------------------------------------- |
| 1963年 | 12月21日 | わんわん忠臣蔵                      | 東映動画 （東映） | 動画                                                                                   |
| 1965年 | 3月20日  | ガリバーの宇宙旅行                  | 東映動画 （東映） | 原画 動画 ラストの演出                                                                 |
| 1968年 | 7月21日  | 太陽の王子 ホルスの大冒険           | 東映動画 （東映） | 場面設計 美術設計 原画                                                                 |
| 1969年 | 3月18日  | 長靴をはいた猫                      | 東映動画 （東映） | 原画                                                                                   |
| 1969年 | 7月20日  | 空飛ぶゆうれい船                    | 東映動画 （東映） | 原画                                                                                   |
| 1971年 | 3月20日  | どうぶつ宝島                        | 東映動画 （東映） | アイデア構成 原画                                                                      |
| 1971年 | 7月18日  | アリババと40匹の盗賊                | 東映動画 （東映） | 原画                                                                                   |
| 1972年 | 12月17日 | パンダコパンダ                      | 東京ムービー （東宝） | 原案 脚本 場面設定 原画                                                                |
| 1973年 | 3月17日  | パンダコパンダ 雨ふりサーカスの巻   | 東京ムービー （東宝） | 脚本 美術設定 画面構成 原画                                                            |
| 1979年 | 12月15日 | ルパン三世 カリオストロの城         | 東京ムービー新社 （東宝） | 脚本（山崎晴哉と共同） 監督                                                            |
| 1982年 | 7月3日   | SPACE ADVENTURE コブラ              | 東京ムービー新社 （東宝東和） | 原画（ノンクレジット）                                                                 |
| 1984年 | 3月11日  | 未来少年コナン 巨大機ギガントの復活 | 日本アニメーション （松竹） | 監督                                                                                   |
| 1984年 | 3月11日  | 風の谷のナウシカ                    | 徳間書店 博報堂 トップクラフト （東映）                                                                                                  | 原作 脚本 監督                                                                         |
| 1986年 | 8月2日   | 天空の城ラピュタ                    | 徳間書店 スタジオジブリ （東映） | 原作 脚本 監督 EDテーマ『君をのせて』作詞                                              |
| 1987年 | 8月15日  | 柳川堀割物語                        | 二馬力 | 製作                                                                                   |
| 1988年 | 4月16日  | となりのトトロ                      | 徳間書店 スタジオジブリ （東宝） | 原作 脚本 監督 EDテーマ『となりのトトロ』作詞                                          |
| 1989年 | 7月29日  | 魔女の宅急便                        | 徳間書店 ヤマト運輸 日本テレビ スタジオジブリ （東映）                                                                                   | プロデューサー 脚本 絵コンテ（近藤喜文と共同） 監督                                    |
| 1991年 | 7月20日  | おもひでぽろぽろ                    | 徳間書店 日本テレビ 博報堂 スタジオジブリ （東宝）                                                                                       | 製作プロデューサー                                                                     |
| 1992年 | 7月18日  | 紅の豚                              | 徳間書店 日本航空 日本テレビ スタジオジブリ （東宝）                                                                                     | 原作 脚本 監督                                                                         |
| 1994年 | 7月16日  | 平成狸合戦ぽんぽこ                  | 徳間書店 日本テレビ 博報堂 スタジオジブリ （東宝）                                                                                       | 企画                                                                                   |
| 1995年 | 7月15日  | 耳をすませば                        | 徳間書店 日本テレビ 博報堂 スタジオジブリ （東宝）                                                                                       | 製作プロデューサー 脚本 絵コンテ（近藤喜文と共同） EDテーマ『カントリー・ロード』補作  |
| 1995年 | 7月15日  | On Your Mark〜ジブリ実験劇場        | 徳間書店 日本テレビ 博報堂 スタジオジブリ （東宝）                                                                                       | 原作 脚本 監督                                                                         |
| 1997年 | 7月12日  | もののけ姫                          | 徳間書店 日本テレビ 電通 スタジオジブリ （東宝）                                                                                         | 原作 脚本 監督 主題歌『もののけ姫』作詞                                                |
| 1999年 | 7月17日  | ホーホケキョ となりの山田くん       | 徳間書店 スタジオジブリ ウォルト・ディズニー・インターナショナル・ジャパン 日本テレビ 博報堂 （松竹）                                    | 制作                                                                                   |
| 2001年 | 7月20日  | 千と千尋の神隠し                    | 徳間書店 スタジオジブリ ウォルト・ディズニー・インターナショナル・ジャパン 日本テレビ 電通 東北新社 三菱商事 ディーライツ （東宝）       | 原作 脚本 監督                                                                         |
| 2002年 | 7月20日  | 猫の恩返し                          | 徳間書店 スタジオジブリ ウォルト・ディズニー・インターナショナル・ジャパン 日本テレビ 博報堂 三菱商事 ディーライツ （東宝）              | 企画                                                                                   |
| 2004年 | 11月20日 | ハウルの動く城                      | 徳間書店 スタジオジブリ ウォルト・ディズニー・ジャパン 日本テレビ 電通 三菱商事 ディーライツ （東宝）                                    | 企画 脚本 監督                                                                         |
| 2006年 | 7月29日  | ゲド戦記                            | スタジオジブリ ウォルト・ディズニー・ジャパン 日本テレビ 電通 博報堂DYメディアパートナーズ 三菱商事 ディーライツ （東宝）                | 原案                                                                                   |
| 2008年 | 7月19日  | 崖の上のポニョ                      | スタジオジブリ ウォルト・ディズニー・ジャパン 日本テレビ 電通 博報堂DYメディアパートナーズ 三菱商事 ディーライツ （東宝）                | 原作 脚本 監督 OPテーマ『海のおかあさん』作詞（共同） EDテーマ『崖の上のポニョ』補作詞 |
| 2009年 | 3月14日  | ルパン三世 1st.TVシリーズ           | トムス・エンタテインメント （三鷹の森ジブリ美術館） ※特別上映                                                                            | 監督（高畑勲と共同）                                                                   |
| 2010年 | 6月18日  | トイ・ストーリー3                   | ピクサー・アニメーション・スタジオ | スペシャルサンクス                                                                     |
| 2010年 | 7月17日  | 借りぐらしのアリエッティ            | スタジオジブリ ウォルト・ディズニー・ジャパン 日本テレビ 電通 博報堂DYメディアパートナーズ 三菱商事 ディーライツ ワイルドバンチ （東宝） | 企画 脚本（丹羽圭子と共同） 美術設定                                                   |
| 2011年 | 7月16日  | コクリコ坂から                      | スタジオジブリ ウォルト・ディズニー・ジャパン 日本テレビ 電通 博報堂DYメディアパートナーズ 三菱商事 ディーライツ （東宝）                | 企画 脚本（丹羽圭子と共同）                                                            |
| 2013年 | 7月20日  | 風立ちぬ                            | スタジオジブリ ウォルト・ディズニー・ジャパン 日本テレビ 電通 博報堂DYメディアパートナーズ 三菱商事 ディーライツ KDDI （東宝）           | 原作 脚本 監督                                                                         |
| 2023年 | 7月14日  | 君たちはどう生きるか                | スタジオジブリ | 原作 脚本 監督                                                                         |

### 短編映画
| 公開年 | 公開年   | 作品名                       | 制作（配給）                   | 役職                         |
| ------ | -------- | ---------------------------- | ------------------------------ | ---------------------------- |
| 1977年 | 4月23日  | 草原の子テングリ             | 雪印乳業 桜映画社 シンエイ動画 | レイアウト（ノンクレジット） |
| 2001年 | 10月1日  | フィルムぐるぐる             | スタジオジブリ                 | 絵コンテ 監督                |
| 2001年 | 10月1日  | くじらとり                   | スタジオジブリ                 | 脚本 監督                    |
| 2002年 | 1月3日   | コロの大さんぽ               | スタジオジブリ                 | 原作 脚本 監督               |
| 2002年 | 10月2日  | 空想の機械達の中の破壊の発明 | スタジオジブリ                 | 企画                         |
| 2002年 | 9月29日  | めいとこねこバス             | スタジオジブリ                 | 原作 脚本 監督 トトロ役      |
| 2002年 |          | 空想の空飛ぶ機械達           | スタジオジブリ                 | 原作 脚本 監督 ナレーション  |
| 2006年 | 1月3日   | 水グモもんもん               | スタジオジブリ                 | 原作 脚本 監督               |
| 2006年 | 1月3日   | やどさがし                   | スタジオジブリ                 | 原作 脚本 監督               |
| 2006年 | 1月3日   | 星をかった日                 | スタジオジブリ                 | 脚本 監督                    |
| 2010年 | 1月3日   | ちゅうずもう                 | スタジオジブリ                 | 企画 脚本                    |
| 2010年 | 11月20日 | パン種とタマゴ姫             | スタジオジブリ                 | 原作 脚本 監督               |
| 2011年 | 6月4日   | たからさがし                 | スタジオジブリ                 | 企画 構成                    |
| 2018年 | 3月21日  | 毛虫のボロ                   | スタジオジブリ                 | 原作 脚本 監督               |

### テレビ
| 期間           | 期間           | 番組名               | 制作（放送局）                                          | 役職                                                       | 放送タイトル |
| -------------- | -------------- | -------------------- | ------------------------------------------------------- | ---------------------------------------------------------- | --- |
| 1964年6月7日   | 1965年8月31日  | 少年忍者風のフジ丸   | NETテレビ 東映アニメーション                            | 原画（手伝い）                                             | |
| 1966年4月23日  | 1967年3月24日  | レインボー戦隊ロビン | NETテレビ 東映アニメーション                            | 原画（手伝い）                                             | |
| 1969年1月6日   | 1970年10月26日 | ひみつのアッコちゃん | NETテレビ 東映アニメーション                            | 原画（手伝い）                                             | |
| 1969年10月5日  | 1970年12月27日 | ムーミン             | フジテレビ 瑞鷹 シンエイ動画 トムス・エンタテインメント | 原画                                                       | 第23話「チビのミー大作戦」 |
| 1971年10月24日 | 1972年3月26日  | ルパン三世           | よみうりテレビ トムス・エンタテインメント               | 演出（高畑勲と共同）                                       | 第4話以降 |
| 1971年10月24日 | 1972年3月26日  | ルパン三世           | よみうりテレビ トムス・エンタテインメント               | 原画                                                       | 第9話「殺し屋はブルースを歌う」 第14話「エメラルドの秘密」 第15話「ルパンを捕まえてヨーロッパへ行こう」 第16話「宝石横取り作戦」 第17話「罠にかかったルパン」 第18話「美人コンテストをマークせよ」 第19話「どっちが勝つか三代目」 第21話「ジャジャ馬娘を助けだせ!」 第23話「黄金の大勝負!」 |
| 1972年4月5日   | 1973年3月28日  | 赤胴鈴之助           | フジテレビ トムス・エンタテインメント                   | 絵コンテ                                                   | 第26話「やったぞ!赤胴真空斬り」 第27話「大暴れ!真空斬り」 第41話「キリシタンの秘宝」 |
| 1973年3月2日   | 1973年9月28日  | ジャングル黒べえ     | 毎日放送 トムス・エンタテインメント                     | キャラクター原案                                           | 全話 |
| 1973年10月7日  | 1974年9月29日  | 侍ジャイアンツ       | よみうりテレビ トムス・エンタテインメント               | 原画                                                       | 第1話「ほえろ!バンババン」 |
| 1974年1月6日   | 1974年12月29日 | アルプスの少女ハイジ | フジテレビ 瑞鷹                                         | 場面設定 画面構成                                          | 全話 |
| 1975年1月5日   | 1975年12月28日 | フランダースの犬     | フジテレビ 瑞鷹 日本アニメーション                      | 原画                                                       | 第15話「古い帳簿」 |
| 1976年1月4日   | 1976年12月26日 | 母をたずねて三千里   | フジテレビ 日本アニメーション                           | 場面設定 レイアウト                                        | 全話 |
| 1976年1月4日   | 1976年12月26日 | 母をたずねて三千里   | フジテレビ 日本アニメーション                           | 原画                                                       | 第2話「ジェノバの少年マルコ」 |
| 1977年1月2日   | 1977年12月25日 | あらいぐまラスカル   | フジテレビ 日本アニメーション                           | 原画                                                       | 第4話「ミルウォーキーのお月さま」 第5話「オスカーへの贈り物」 第6話「さようならスカンクたち」 第10話「はじめての探検」 第12話「本と1セント銅貨」 第13話「夏休みの第一日」 第14話「母のない子」 第15話「アリスと友達になれたらなあ」 第16話「楽しいパーティの夜」 第17話「ラスカルの冒険」 第18話「森で会った不思議な青年」 第19話「ラスカルとトウモロコシ」 第20話「スターリングの悲しみ」 第21話「あぶないラスカル」 第22話「森と湖と動物たち」 第24話「走れ走れぼくらのカヌー」 第25話「森で見つけた仔鹿」 第26話「森と湖の夏まつり」 第28話「檻の中」 |
| 1977年10月3日  | 1980年10月6日  | ルパン三世           | 日本テレビ トムス・エンタテインメント                   | 脚本 絵コンテ 演出                                         | 第145話「死の翼アルバトロス」 第155話「さらば愛しきルパンよ」 |
| 1978年4月4日   | 1978年10月31日 | 未来少年コナン       | NHK 日本アニメーション                                  | キャラクターデザイン メカニックデザイン 場面設定 演出 監督 | 全話 |
| 1978年4月4日   | 1978年10月31日 | 未来少年コナン       | NHK 日本アニメーション                                  | 絵コンテ                                                   | 第1話「のこされ島」 第2話「旅立ち」 第3話「はじめての仲間」 第4話「バラクーダ号」 第8話「逃亡」 第15話「荒地」 第16話「二人の小屋」 第17話「戦闘」 第18話「ガンボート」 第19話「大津波」 第22話「救出」 第23話「太陽塔」 第24話「ギガント」 第25話「インダストリアの最期」 第26話「大団円」 |
| 1979年1月7日   | 1979年12月30日 | 赤毛のアン           | フジテレビ 日本アニメーション                           | 場面設定 画面構成                                          | 第1話「マシュウ・カスバート驚く」 第2話「マリラ・カスバート驚く」 第3話「グリーン・ゲイブルズの朝」 第4話「アン・生立ちを語る」 第5話「マリラ決心する」 第6話「グリーン・ゲイブルズのアン」 第7話「レイチェル夫人恐れをなす」 第8話「アン日曜学校へ行く」 第9話「おごそかな誓い」 第10話「アン・心の友と遊ぶ」 第11話「マリラ・ブローチをなくす」 第12話「アン・告白をする」 第13話「アン・学校へ行く」 第14話「教室騒動」 第15話「秋の訪れ」 |
| 1980年10月3日  | 1981年9月25日  | 太陽の使者 鉄人28号  | 日本テレビ トムス・エンタテインメント                   | 原画（Aパート担当）                                        | 第8話「恐怖の殺人合体ロボ」 |
| 1984年11月6日  | 1985年5月20日  | 名探偵ホームズ       | テレビ朝日 トムス・エンタテインメント RAI REVER         | 脚本                                                       | 第3話「小さなマーサの大事件!?」 |
| 1984年11月6日  | 1985年5月20日  | 名探偵ホームズ       | テレビ朝日 トムス・エンタテインメント RAI REVER         | 絵コンテ 演出                                              | 第3話「小さなマーサの大事件!?」 第4話「ミセス・ハドソン人質事件」 第5話「青い紅玉」 第9話「海底の財宝」 第10話「ドーバー海峡の大空中戦!」 |
| 1984年11月6日  | 1985年5月20日  | 名探偵ホームズ       | テレビ朝日 トムス・エンタテインメント RAI REVER         | 監督                                                       | 第3話「小さなマーサの大事件!?」 第5話「青い紅玉」 第9話「海底の財宝」 第11話「ねらわれた巨大貯金箱」 |
| 2020年12月30日 | 2020年12月30日 | アーヤと魔女         | NHK NHKエンタープライズ スタジオジブリ                  | 企画                                                       | |

## その他の作品

### 漫画・絵物語・イメージボードなど
- 長靴をはいた猫
- 砂漠の民（秋津三朗名義）
- どうぶつ宝島 - ※以上は初期作品
- 妹へ（「宮崎駿・大塚康生の世界」に収む）

- 風の谷のナウシカ（全7巻） - 第23回日本漫画家協会賞大賞受賞

- シュナの旅（徳間書店アニメージュ文庫、1983年）[注 16] - アイズナー賞最優秀アジア作品（Best U.S. Edition of International Material—Asia）受賞
- 駆けろ二馬力 風より疾く（『NAVI』1989年12月号、『CAR GRAPHIC』2010年8月号、各二玄社）
- 空中でお食事（日本航空のJALWINDS、1994年6月号に収む）
- 風の谷のナウシカ－宮崎駿水彩画集 徳間書店
- もののけ姫 徳間書店
- 飛行艇時代 「紅の豚」原作（大日本絵画 1992年、増訂版2004年）
- 宮崎駿の雑想ノート（大日本絵画 1992年、増訂版1997年）
  - 知られざる巨人の末弟
  - 甲鉄の意気地
  - 多砲塔の出番
  - 農夫の眼
  - 竜の甲鉄
  - 九州上空の重轟炸機
  - 高射砲塔
  - Q.ship
  - 特設空母安松丸物語
  - ロンドン上空1918年
  - 最貧前線
  - 飛行艇時代
  - 豚の虎
- 宮崎駿の妄想ノート（大日本絵画 2002年8月）
  - ハンスの帰還
  - 泥まみれの虎
- ロバート・ウェストール『ブラッカムの爆撃機』、宮崎駿 画、金原瑞人訳（岩波書店、2006年10月）[注 17]
- ロバート・ウェストール『水深五尋』、宮崎駿 画 、金原瑞人・野沢佳織訳（岩波書店、2009年3月）
  - 続篇で、チャス・マッギルのもう1つの物語
- 風立ちぬ 宮崎駿の妄想カムバック（大日本絵画、2015年11月） - 『モデルグラフィックス』に連載

- 『宮﨑駿イメージボード全集』（スタジオジブリ責任編集、岩波書店）

2024年12月より刊、各・巻末に鈴木敏夫関連インタビュー

### デザインワーク
- TVCM『日立マクセル・ニューゴールド・ビデオテープ』の「ワンダーシップ号」
- TVCM『日立パソコンH2』の「ポシェット竜」
- 実写映画『赤いカラスと幽霊船』の幽霊船
- 日本テレビ放送網のシンボルキャラクター「なんだろう」（TVCMのアニメでは演出も担当）
- 神奈川県「かながわ・ゆめ国体」のマスコットキャラクター「かなべえ」
- 三鷹の森ジブリ美術館
  - 「幽霊塔へようこそ展 通俗文化の王道」 展示漫画描き下ろし[207]
- 三鷹市のみたかモールのマスコットキャラクター「POKI」
- 江戸東京たてもの園のシンボルキャラクター「えどまる」
- 読売新聞のシンボルキャラクター「どれどれ」
- 中日ドラゴンズ公式ファンクラブのマスコットキャラクター「ガブリ」[注 19]
- 日本テレビ社屋外壁（マイスタジオ上）の大からくり時計「日テレ大時計」
- 広島県福山市鞆町の坂本龍馬のゆかりの宿「御舟宿いろは」
- 小金井市のイメージキャラクター「こきんちゃん」
- 日本アニメ（ーター）見本市のロゴ（題字）

### 作詞
- 『君をのせて』（『天空の城ラピュタ』主題歌）
- 『となりのトトロ』（『となりのトトロ』主題歌）
- 『風のとおり道』（『となりのトトロ』挿入歌）
- 『カントリー・ロード』（『耳をすませば』主題歌）※補作
- 『バロンのうた』（『耳をすませば』イメージアルバム より）
- 『もののけ姫』 （『もののけ姫』 主題歌）
- 『タタラ踏む女達』 （『もののけ姫』 挿入歌）
- 『千と千尋の神隠し』イメージアルバム
  - 『神々さま』
  - 『油屋』
  - 『さみしい さみしい』
  - 『白い竜』
- 『崖の上のポニョ』イメージアルバム
  - 『崖の上のポニョ』（『崖の上のポニョ』主題歌）※補作詞
  - 『いもうと達』
  - 『ポニョの子守唄』
  - 『ひまわりの家の輪舞曲』
- 『お母さんの写真』（CMソング）

### 著書（対談・インタビュー・共著も含む）
- 『トトロの住む家』 （画文集／写真和田久士） 朝日新聞社（1991年）／増補改訂版 岩波書店（2011年1月）
- 『時には昔の話を』（加藤登紀子との共著、絵本、対談） 徳間書店（1992年）
- 『時代の風音』（司馬遼太郎、堀田善衛との鼎談） UPU（1992年）。朝日文芸文庫（1997年）
- 『何が映画か―「七人の侍」と「まあだだよ」をめぐって』（黒澤明との対談集） スタジオジブリ（1993年）
- 『巨樹を見に行く―千年の生命との出会い』（共著） 講談社カルチャーブックス（1994年）
- 『出発点 1979〜1996』（エッセイ・発言集） 徳間書店（1996年）
- 『教育について』（共著、インタビュー集） 旬報社（1998年）
- 『虫眼とアニ眼』（養老孟司との対談） スタジオジブリ（2002年）。新潮文庫（2008年2月）
- 『風の帰る場所―ナウシカから千尋までの軌跡』（渋谷陽一によるインタビュー集）ロッキング・オン（2002年）。文春ジブリ文庫（2013年11月）
- 『折り返し点 1997〜2008』（エッセイ・発言集） 岩波書店（2008年）
- 『本へのとびら―岩波少年文庫を語る』（お薦め本50冊の紹介） 岩波新書カラー版（2011年10月）
- 『腰ぬけ愛国談義』（半藤一利との対談）、文春ジブリ文庫 （2013年8月）
- 『続・風の帰る場所―映画監督・宮崎駿はいかに始まり、いかに幕を引いたのか』（渋谷陽一によるインタビュー集）ロッキング・オン（2013年）

### 表紙イラスト
- 『チェスタトンの1984年/新ナポレオン奇譚』（ギルバート・チェスタトン）、春秋社（1984年）
- 『惑星カレスの魔女』（ジェイムズ・H・シュミッツ）、新潮文庫（1987年）、創元推理文庫（1996年、新版2024年）
- 『夜間飛行』（サン＝テグジュペリ）、新潮文庫 （1993年、改版2012年）※新装カバー
- 『人間の土地』（サン＝テグジュペリ）、新潮文庫（1998年、改版2012年）※新装カバー
- 『真夜中の電話』（ロバート・ウェストール）、徳間書店（2014年）
- 『遠い日の呼び声』（ロバート・ウェストール）、徳間書店（2014年）
- 『幽霊塔』（江戸川乱歩）、岩波書店（2015年）

### 実写作品
- 巨神兵東京に現わる（2012年、巨神兵）

## 絵コンテ集

### 劇場用アニメーション映画
- パンダコパンダ/パンダコパンダ雨降りサーカスの巻 スタジオジブリ絵コンテ全集第II期（徳間書店）
- ルパン三世カリオストロの城 スタジオジブリ絵コンテ全集第II期（徳間書店）
- 風の谷のナウシカ スタジオジブリ絵コンテ全集1（徳間書店）[注 20]
- 天空の城ラピュタ スタジオジブリ絵コンテ全集2（徳間書店）[注 20]
- となりのトトロ スタジオジブリ絵コンテ全集3（徳間書店）[注 20]
- 魔女の宅急便 スタジオジブリ絵コンテ全集5（徳間書店）[注 20]
- 紅の豚 スタジオジブリ絵コンテ全集7（徳間書店）
- 耳をすませば スタジオジブリ絵コンテ全集10（徳間書店）
- もののけ姫 スタジオジブリ絵コンテ全集11（徳間書店）
- 千と千尋の神隠し スタジオジブリ絵コンテ全集13（徳間書店）
- ハウルの動く城 スタジオジブリ絵コンテ全集14（徳間書店）
- 崖の上のポニョ スタジオジブリ絵コンテ全集16（徳間書店）
- 風立ちぬ スタジオジブリ絵コンテ全集19（徳間書店）
- 君たちはどう生きるか スタジオジブリ絵コンテ全集23（徳間書店）

### テレビアニメーション
- ルパン三世 死の翼アルバトロス/さらば愛しきルパンよ スタジオジブリ絵コンテ全集第II期（徳間書店）
- 名探偵ホームズ 小さなマーサの大事件!?/ミセス・ハドソン人質事件/青い紅玉 スタジオジブリ絵コンテ全集第II期（徳間書店）
- 名探偵ホームズ 海底の財宝/ドーバー海峡の大空中戦!/ねらわれた巨大貯金箱 スタジオジブリ絵コンテ全集第II期（徳間書店）

## 幻の作品
宮崎駿が関与・企画・構想するも諸般の事情で幻に終わった、もしくは実現していない作品のリスト。なお、いくつかのタイトルは便宜上付けられた仮題である。
サイン・コサイン・シータ
大学時代の子供向け人形劇用の脚本。舞台は精神病院、少年アルファ何号と、少女シータ何号による物語。上演は実現しなかった。
長くつ下のピッピ
1971年頃、アストリッド・リンドグレーン原作の児童文学作品。企画した東京ムービー社長の藤岡豊自らスウェーデンに赴いて原作者から映画化の承諾を得ようとしたが、面会できずに頓挫する。このとき、宮崎はロケハンの目的で藤岡に同行し、現地で見た風景や家屋をもとに帰国後にイメージボードを描いている。そのイメージは後に『パンダコパンダ』や『魔女の宅急便』で活かされているほか、『アルプスの少女ハイジ』のオープニングに登場するブランコは、本作で用意した設定の流用である。残った制作資料は、子息である宮崎吾朗が『山賊のむすめローニャ』をアニメ化した際に原作者（の著作権継承者）サイドの許諾が下りて、『幻の「長くつ下のピッピ」』（岩波書店、2014年10月、高畑勲・小田部羊一共著）として刊行され、宮崎によるイメージとストーリーボードおよびインタビューが掲載されている。また、鈴木敏夫によると、スタジオジブリ設立後も宮崎と何度もアニメ映画化について相談したが結局実現せず、リンドグレーンの没後に著作権継承者からジブリにオファーがあったときには宮崎は「遅すぎる」「時機を逸してしまった」と述べたという。
頭の上のチッカとボッカ
Aプロダクション在籍中の1973年頃に楠部三吉郎とともに企画したテレビアニメ。コロポックルを主人公とし、彼らが人間のものを「狩猟」と称して勝手に持ち出すストーリーで、キャラクターもデザインした。毎日放送に楠部が持ち込んで好感を得るも、宮崎が当時は無名だった点に難色を示され作品化は実現しなかった。その後、企画は形を変え、楠部が藤子不二雄（ここでは藤本弘を指す。藤本は後の藤子・F・不二雄）を原作にするという修正案を出したことで『ジャングル黒べえ』として作品化が実現した。宮崎が作ったキャラクターなどは使用されなかった。
ユキの太陽
ちばてつやの漫画。パイロットフィルムのみ製作された（2013年12月から全国のイオンシネマで期間限定で上映）。
もののけ姫
1980年頃、『美女と野獣』&戦国時代をモチーフとしているが、1997年に映画化された『もののけ姫』とは題名が共通なだけで、物語もデザインも全く異なる作品である。イメージボードは1993年にスタジオジブリ（後に徳間書店）から大型絵本として出版されている。
ルパンの娘
1981年頃、アニメ評論家の岡田英美子との対談で語ったもの。主人公であるルパン三世の娘が、頭の弱い不二子の姪とコンビを組む学園物。
ロルフ
1981年頃、リチャード・コーベン原作のアングラコミック。イメージボードが作成されている。舞台設定やデザインは『風の谷のナウシカ』の原型とも言える作品。手塚治虫との合作の予定だった。
戦国魔城
1981年頃、日本の戦国時代を舞台にしたSFオリジナル作品。イメージボードが作成されている。ここで『ナウシカ』や『ラピュタ』へ繋がる設定が多く生み出された。
NEMO
1981年 - 1982年、ウィンザー・マッケイ原作の『リトル・ニモ』の企画にテレコム・アニメーションフィルムのスタッフとして当初から関わって大量のイメージボードを作成していたが、制作発表前に降板して退社。フリーになっている。映画自体は1989年に公開されている。
風の谷の一日
1983年頃、ナウシカの幼年時代を、風の谷の日常を通して描くというもの。徳間書店の「アニメグランプリ」イベント用に宮崎が提案した。
アンカー
1980年代半ば、夢枕獏との対談で宮崎が提案した。『ラピュタ』完成後、原作夢枕、脚本宮崎、監督押井守、プロデューサー高畑勲で検討されるが、企画段階で中止される。宮崎の構想によると舞台は当時の東京、お姫様のような不思議な女の子が何者かに追われて、偶然に出会った男の子がその子を逃がすためにある場所まで送り届けると、また違う人間が別の場所まで送り届けるという恋愛要素を含んだ冒険ものであるという。しかし、美少女を出そうとする宮崎と、鼻垂れ小僧のような汚い少女を出そうとする押井の間で企画は消滅した。
突撃!アイアンポーク
1985年頃、「宮崎駿の雑想ノート」から派生したOVA作品の企画で、これも監督に押井守が予定されていた。
大東京物語
ふくやまけいこの漫画。後に現代には合わないと判断している。
墨攻
古代中国が舞台の酒見賢一原作の歴史小説。構想では、敵に包囲された都市を1人の墨者が防衛するというもの。押井守の監督で検討されたが宮崎と話が食い違い、消滅する。
東京汚穢合戦
宮崎が1997年、NHK番組『トップランナー』に出演した時に語ったもの。
ゴチャガチャ通りのリナ
柏葉幸子原作の児童文学『霧のむこうのふしぎな町』
煙突描きのリン
架空の震災後の東京を舞台に、大阪からやってきたリンが風呂屋に住み込み、煙突に絵を描くという話。三鷹の森ジブリ美術館でそのプロットが見られる。かなり具体的に構想され、約1年間の検討の末にボツとなった。この物語のために作られた木村弓の『いつも何度でも』が、後に『千と千尋の神隠し』の主題歌となり、主人公の「リン」の名は同映画の登場人物に再使用されている。
毛虫のボロ
長年宮崎が温めてきた「虫の視点から世界を描く」という企画。長編化困難として『もののけ姫』の前に一旦ボツになったが、ジブリ美術館用の短編として完成した。
ジョナサンと宇宙クジラ
ロバート・F・ヤングのSF小説
名探偵芥川龍之介対夏目漱石
明治の文豪が出てくる探偵モノ。
ポルコ・ロッソ 最後の出撃
紅の豚の続編
宮崎駿版ゲド戦記
宮崎は本作の古くからのファンであり、1980〜90年代に出版社および原作者に対し、二度映画化の打診を行い断られている。その後2000年代に入り宮崎の映画が原作者にも知られることとなり、「もし「ゲド戦記」を映像化するとしたら、OKを出せるのはあの人だけ」と言わしめるが、当の宮崎は既に本作に対する当時の情熱を失っており、紆余曲折の末宮崎の息子の吾朗により映画化された。
鉄砲侍
#長編監督引退後を参照。

## 出演

### 長編映画
- 「もののけ姫」はこうして生まれた。（スタジオジブリ、1998年6月26日発売、VHS） -『もののけ姫』の創作現場密着ドキュメンタリー
- ラセターさん、ありがとう 〜「千と千尋」アカデミー賞受賞に隠された宮崎駿とジョン･ラセターの20年にわたる友情〜（スタジオジブリ、2003年11月19日発売、DVD） - 宮崎駿とジョン・ラセターの密着ドキュメンタリー
- 宮崎駿プロデュースの1枚のCDは、こうして生まれた。（二馬力、2004年8月6日発売、DVD） -「お母さんの写真」の創作現場密着ドキュメンタリー
- 宮崎駿とジブリ美術館（スタジオジブリ、2005年3月18日、DVD）
- ポニョはこうして生まれた。 〜宮崎駿の思考過程〜（NHKエンタープライズ、2009年12月8日発売、DVD・Blu-ray） -『崖の上のポニョ』の創作現場密着ドキュメンタリー
- 夢と狂気の王国（ドワンゴ、2013年11月16日公開） -『風立ちぬ』の創作現場密着ドキュメンタリー

### 短編映画
- もののけ姫 in U.S.A.（スタジオジブリ、2000年4月29日公開）
- オーニソプター物語〜飛べ！ひよどり天狗号（スタジオジブリ、2002年10月2日公開）[215]

### テレビ特集
- 世界・わが心の旅「サンテグジュペリ 大空への夢 〜南仏からサハラ〜」（BS2、1999年放送）
- プロフェッショナル 仕事の流儀「映画を創る 〜宮崎駿・創作の秘密〜」（NHK、2007年3月27日放送）
- プロフェッショナル 仕事の流儀スペシャル「宮崎駿のすべて 〜ポニョ密着300日〜」（NHK、2008年8月5日放送） -『崖の上のポニョ』の創作現場密着ドキュメンタリー
- 「NHK ふたり / コクリコ坂・父と子の300日戦争〜宮崎 駿×宮崎吾朗〜」（NHK、2011年8月放送） - 『コクリコ坂から』の創作現場密着ドキュメンタリー
- NHKスペシャル「終わらない人 宮﨑駿」（NHK、2016年11月13日放送） -『毛虫のボロ』の創作現場密着ドキュメンタリー
- BS1スペシャル「さようなら全てのエヴァンゲリオン〜庵野秀明の1214日〜」（BS1、2021年4月29日放送）[216]
- プロフェッショナル 仕事の流儀スペシャル「ジブリと宮﨑駿の2399日」（NHK、2023年12月16日放送） -『君たちはどう生きるか』の創作現場密着ドキュメンタリー[217]

## 受賞歴
| 賞                                   | 年     | 部門                                                                 | 作品                     | 結果       | 出典                    |
| ------------------------------------ | ------ | -------------------------------------------------------------------- | ------------------------ | ---------- | ----------------------- |
| 日本アニメ大賞                       | 1984年 | 作品賞                                                               | 『風の谷のナウシカ』     | 受賞       |                         |
| 日本アニメ大賞                       | 1986年 | 特別賞                                                               | -                        | 受賞       |                         |
| 日本アニメ大賞                       | 1988年 | 作品賞                                                               | 『となりのトトロ』       | 受賞       |                         |
| 日本アニメ大賞                       | 1988年 | 脚本賞                                                               | 『となりのトトロ』       | 受賞       |                         |
| 星雲賞                               | 1985年 | 映画演劇部門                                                         | 『風の谷のナウシカ』     | 受賞       |                         |
| 星雲賞                               | 1989年 | 映画演劇部門                                                         | 『となりのトトロ』       | 受賞       |                         |
| 星雲賞                               | 1995年 | コミック部門                                                         | 『風の谷のナウシカ』     | 受賞       |                         |
| 毎日映画コンクール                   | 1986年 | 大藤信郎賞                                                           | 『天空の城ラピュタ』     | 受賞       | [ 218 ]                 |
| 毎日映画コンクール                   | 1988年 | 日本映画大賞                                                         | 『となりのトトロ』       | 受賞       | [ 219 ]                 |
| 毎日映画コンクール                   | 1988年 | 大藤信郎賞                                                           | 『となりのトトロ』       | 受賞       | [ 219 ]                 |
| 毎日映画コンクール                   | 1989年 | アニメーション映画賞                                                 | 『魔女の宅急便』         | 受賞       | [ 220 ]                 |
| 毎日映画コンクール                   | 1992年 | アニメーション映画賞                                                 | 『紅の豚』               | 受賞       | [ 221 ]                 |
| 毎日映画コンクール                   | 1997年 | 日本映画大賞                                                         | 『もののけ姫』           | 受賞       | [ 222 ]                 |
| 毎日映画コンクール                   | 1997年 | アニメーション映画賞                                                 | 『もののけ姫』           | 受賞       | [ 222 ]                 |
| 毎日映画コンクール                   | 1997年 | 日本映画大賞                                                         | 『千と千尋の神隠し』     | 受賞       | [ 223 ]                 |
| 毎日映画コンクール                   | 1997年 | 監督賞                                                               | 『千と千尋の神隠し』     | 受賞       | [ 223 ]                 |
| 毎日映画コンクール                   | 1997年 | アニメーション映画賞                                                 | 『千と千尋の神隠し』     | 受賞       | [ 223 ]                 |
| 毎日映画コンクール                   | 2008年 | 大藤信郎賞                                                           | 『崖の上のポニョ』       | 受賞       | [ 224 ]                 |
| ブルーリボン賞                       | 1988年 | 特別賞                                                               | 『となりのトトロ』       | 受賞       |                         |
| ブルーリボン賞                       | 1997年 | 特別賞                                                               | 『もののけ姫』           | 受賞       |                         |
| ブルーリボン賞                       | 2001年 | 作品賞                                                               | 『千と千尋の神隠し』     | 受賞       |                         |
| 報知映画賞                           | 1988年 | 監督賞                                                               | 『となりのトトロ』       | 受賞       | [ 225 ]                 |
| 報知映画賞                           | 2001年 | 監督賞                                                               | 『千と千尋の神隠し』     | 受賞       | [ 225 ]                 |
| 芸術選奨                             | 1989年 | 文部大臣賞（映画部門）                                               | 『となりのトトロ』       | 受賞       |                         |
| ゴールデングロス賞                   | 1989年 | 最優秀金賞                                                           | 『魔女の宅急便』         | 受賞       | [ 226 ]                 |
| ゴールデングロス賞                   | 1989年 | マネーメイキング監督賞                                               | -                        | 受賞       | [ 226 ]                 |
| ゴールデングロス賞                   | 1992年 | 最優秀金賞                                                           | 『紅の豚』               | 受賞       | [ 227 ]                 |
| ゴールデングロス賞                   | 1992年 | マネーメイキング監督賞                                               | -                        | 受賞       | [ 227 ]                 |
| ゴールデングロス賞                   | 1997年 | 最優秀金賞                                                           | 『もののけ姫』           | 受賞       | [ 228 ]                 |
| ゴールデングロス賞                   | 2001年 | 最優秀金賞                                                           | 『千と千尋の神隠し』     | 受賞       | [ 229 ]                 |
| ゴールデングロス賞                   | 2001年 | マネーメイキング監督賞                                               | -                        | 受賞       | [ 229 ]                 |
| ゴールデングロス賞                   | 2005年 | 最優秀金賞                                                           | 『ハウルの動く城』       | 受賞       | [ 230 ]                 |
| ゴールデングロス賞                   | 2005年 | マネーメイキング監督賞                                               | -                        | 受賞       | [ 230 ]                 |
| ゴールデングロス賞                   | 2008年 | 最優秀金賞                                                           | 『崖の上のポニョ』       | 受賞       | [ 231 ]                 |
| ゴールデングロス賞                   | 2008年 | マネーメイキング監督賞                                               | -                        | 受賞       | [ 231 ]                 |
| ゴールデングロス賞                   | 2013年 | 最優秀金賞                                                           | 『風立ちぬ』             | 受賞       | [ 232 ]                 |
| ゴールデングロス賞                   | 2013年 | 全興連特別功労大賞                                                   | -                        | 受賞       | [ 232 ]                 |
| ゴールデングロス賞                   | 2014年 | 全興連特別賞                                                         | -                        | 受賞       | [ 233 ]                 |
| アヌシー国際アニメーション映画祭     | 1993年 | 長編部門クリスタル賞（グランプリ）                                   | 『紅の豚』               | 受賞       | [ 234 ]                 |
| 日本漫画家協会賞                     | 1994年 | 大賞                                                                 | 『風の谷のナウシカ』     | 受賞       |                         |
| 日本アカデミー賞                     | 1997年 | 作品賞                                                               | 『もののけ姫』           | 受賞       | [ 235 ]                 |
| 日本アカデミー賞                     | 2001年 | 作品賞                                                               | 『千と千尋の神隠し』     | 受賞       | [ 236 ]                 |
| 日本アカデミー賞                     | 2001年 | 会長功労賞                                                           | -                        | 受賞       | [ 236 ]                 |
| 日本アカデミー賞                     | 2008年 | アニメーション作品賞                                                 | 『崖の上のポニョ』       | 受賞       | [ 237 ]                 |
| 日本アカデミー賞                     | 2014年 | アニメーション作品賞                                                 | 『風立ちぬ』             | 受賞       | [ 238 ]                 |
| 日本アカデミー賞                     | 2024年 | アニメーション作品賞                                                 | 『君たちはどう生きるか』 | 受賞       | [ 239 ]                 |
| 日刊スポーツ映画大賞                 | 1997年 | 監督賞                                                               | 『もののけ姫』           | 受賞       | [ 240 ]                 |
| 日刊スポーツ映画大賞                 | 2001年 | 作品賞                                                               | 『千と千尋の神隠し』     | 受賞       | [ 240 ]                 |
| アニメーション神戸                   | 1997年 | 部門賞・演出部門                                                     | -                        | 受賞       | [ 241 ] [ 242 ] [ 243 ] |
| アニメーション神戸                   | 2001年 | 作品賞・劇場部門                                                     | 『千と千尋の神隠し』     | 受賞       | [ 241 ] [ 242 ] [ 243 ] |
| 文化庁メディア芸術祭                 | 1997年 | アニメーション部門大賞                                               | 『もののけ姫』           | 受賞       |                         |
| 文化庁メディア芸術祭                 | 2001年 | アニメーション部門大賞                                               | 『千と千尋の神隠し』     | 受賞       |                         |
| 川喜多賞                             | 2020年 | -                                                                    | -                        | 受賞       | [ 244 ]                 |
| アニー賞                             | 1998年 | ウィンザー・マッケイ賞                                               | -                        | 受賞       | [ 245 ]                 |
| アニー賞                             | 2000年 | 長編作品監督賞                                                       | 『もののけ姫』           | ノミネート |                         |
| アニー賞                             | 2002年 | 長編作品賞                                                           | 『千と千尋の神隠し』     | 受賞       | [ 246 ]                 |
| アニー賞                             | 2002年 | 長編作品監督賞                                                       | 『千と千尋の神隠し』     | 受賞       | [ 246 ]                 |
| アニー賞                             | 2002年 | 長編作品脚本賞                                                       | 『千と千尋の神隠し』     | 受賞       | [ 246 ]                 |
| アニー賞                             | 2005年 | 長編作品賞                                                           | 『ハウルの動く城』       | ノミネート | [ 247 ]                 |
| アニー賞                             | 2005年 | 長編作品監督賞                                                       | 『ハウルの動く城』       | ノミネート | [ 247 ]                 |
| アニー賞                             | 2005年 | 長編作品脚本賞                                                       | 『ハウルの動く城』       | ノミネート | [ 247 ]                 |
| アニー賞                             | 2009年 | 長編作品監督賞                                                       | 『崖の上のポニョ』       | ノミネート |                         |
| アニー賞                             | 2012年 | 長編作品脚本賞                                                       | 『コクリコ坂から』       | ノミネート |                         |
| アニー賞                             | 2013年 | 長編作品賞                                                           | 『風立ちぬ』             | ノミネート | [ 248 ]                 |
| アニー賞                             | 2013年 | 長編作品脚本賞                                                       | 『風立ちぬ』             | 受賞       | [ 248 ]                 |
| アニー賞                             | 2023年 | 長編作品賞                                                           | 『君たちはどう生きるか』 | ノミネート | [ 249 ]                 |
| アニー賞                             | 2023年 | 長編作品監督賞                                                       | 『君たちはどう生きるか』 | ノミネート | [ 249 ]                 |
| アニー賞                             | 2023年 | 長編作品脚本賞                                                       | 『君たちはどう生きるか』 | ノミネート | [ 249 ]                 |
| アニー賞                             | 2023年 | 長編作品ストーリーボード賞                                           | 『君たちはどう生きるか』 | 受賞       | [ 249 ]                 |
| ベルリン国際映画祭                   | 2002年 | 金熊賞                                                               | 『千と千尋の神隠し』     | 受賞       | [ 250 ]                 |
| アカデミー賞                         | 2003年 | 長編アニメーション映画賞                                             | 『千と千尋の神隠し』     | 受賞       | [ 251 ]                 |
| アカデミー賞                         | 2005年 | 長編アニメーション映画賞                                             | 『ハウルの動く城』       | ノミネート | [ 252 ]                 |
| アカデミー賞                         | 2013年 | 長編アニメーション映画賞                                             | 『風立ちぬ』             | ノミネート | [ 253 ]                 |
| アカデミー賞                         | 2015年 | 名誉賞                                                               | -                        | 受賞       | [ 254 ]                 |
| アカデミー賞                         | 2024年 | 長編アニメーション映画賞                                             | 『君たちはどう生きるか』 | 受賞       | [ 255 ]                 |
| ニューヨーク映画批評家協会賞         | 2002年 | アニメ映画賞                                                         | 『千と千尋の神隠し』     | 受賞       | [ 256 ]                 |
| ニューヨーク映画批評家協会賞         | 2005年 | アニメ映画賞                                                         | 『ハウルの動く城』       | 受賞       | [ 256 ]                 |
| ニューヨーク映画批評家協会賞         | 2013年 | アニメ映画賞                                                         | 『風立ちぬ』             | 受賞       | [ 256 ]                 |
| ニューヨーク映画批評家協会賞         | 2023年 | アニメ映画賞                                                         | 『君たちはどう生きるか』 | 受賞       | [ 256 ]                 |
| ロサンゼルス映画批評家協会賞         | 2002年 | アニメ映画賞                                                         | 『千と千尋の神隠し』     | 受賞       | [ 257 ]                 |
| ロサンゼルス映画批評家協会賞         | 2013年 | アニメ映画賞                                                         | 『風立ちぬ』             | ノミネート | [ 257 ]                 |
| ロサンゼルス映画批評家協会賞         | 2018年 | 功労賞                                                               | -                        | 受賞       | [ 257 ]                 |
| ロサンゼルス映画批評家協会賞         | 2023年 | アニメ映画賞                                                         | 『君たちはどう生きるか』 | 受賞       | [ 257 ]                 |
| ナショナル・ボード・オブ・レビュー賞 | 2002年 | アニメ映画賞                                                         | 『千と千尋の神隠し』     | 受賞       |                         |
| ナショナル・ボード・オブ・レビュー賞 | 2013年 | アニメ映画賞                                                         | 『風立ちぬ』             | 受賞       |                         |
| ザグレブ国際アニメーション映画祭     | 2004年 | 功労賞                                                               | -                        | 受賞       | [ 257 ]                 |
| ヴェネツィア国際映画祭               | 2004年 | 金オゼッラ賞                                                         | 『ハウルの動く城』       | 受賞       | [ 257 ]                 |
| ヴェネツィア国際映画祭               | 2005年 | 栄誉金獅子賞                                                         | -                        | 受賞       | [ 257 ]                 |
| ヴェネツィア国際映画祭               | 2008年 | ミッモ・ロテッラ財団賞                                               | 『崖の上のポニョ』       | 受賞       | [ 257 ]                 |
| ヴェネツィア国際映画祭               | 2008年 | フューチャー・フィルム・フェスティバル・デジタル・アワード特別表彰   | 『崖の上のポニョ』       | 受賞       | [ 257 ]                 |
| ネビュラ賞                           | 2007年 | スクリプト部門                                                       | 『ハウルの動く城』       | 受賞       |                         |
| インクポット賞                       | 2009年 | -                                                                    | -                        | 受賞       | [ 258 ]                 |
| バークレー日本賞                     | 2009年 | -                                                                    | -                        | 受賞       |                         |
| アイズナー賞                         | 2014年 | 漫画家の殿堂                                                         | -                        | 受賞       | [ 259 ]                 |
| アイズナー賞                         | 2023年 | 最優秀アジア作品（Best U.S. Edition of International Material—Asia） | 『シュナの旅』           | 受賞       |                         |
| サン・セバスティアン国際映画祭       | 2023年 | ドノスティア賞                                                       | -                        | 受賞       | [ 260 ]                 |
| ゴールデングローブ賞                 | 2013年 | 外国語映画賞                                                         | 『風立ちぬ』             | ノミネート | [ 261 ]                 |
| ゴールデングローブ賞                 | 2023年 | 最優秀アニメーション映画賞                                           | 『君たちはどう生きるか』 | 受賞       | [ 262 ]                 |
| 英国アカデミー賞                     | 2003年 | 非英語作品賞                                                         | 『千と千尋の神隠し』     | ノミネート | [ 263 ]                 |
| 英国アカデミー賞                     | 2023年 | 最優秀アニメーション映画賞                                           | 『君たちはどう生きるか』 | 受賞       | [ 264 ]                 |
| マグサイサイ賞                       | 2024年 | -                                                                    | -                        | 受賞       |                         |

アカデミー長編アニメ映画賞には、４度本選ノミネートされており、これは2025年現在、ピクサー・アニメーション・スタジオのピート・ドクターと並ぶ、史上最多ノミネート数である。